# استان لرستان
استان لرستان از استان‌های غربی ایران است. این استان ۲۹۳۰۸ کیلومتر مربع گستره و بیش از یک میلیون و هفتصد و شصت هزار نفر جمعیت دارد. این استان سیزدهمین استان کشور از دید جمعیت می‌باشد. شهرخرم‌آباد مرکز استان است. برپایه آمار سال ۱۳۸۵، خرم‌آباد بیستمین شهر بزرگ کشور بوده است. لرستان سرزمینی کوهستانی است و غیر از چند دشت ناچیز، سراسر آن را کوه‌های زاگرس پوشانده‌ است. بلندترین نقطه استان اشترانکوه با ۴،۱۵۰ متر بلندی، این کوه در میانه شهرستان‌های دورود، ازنا و الیگودرز و پست‌ترین نقطه آن در جنوبی‌ترین ناحیه استان جای گرفته و نزدیک ۵۰۰ متر از سطح دریا ارتفاع دارد. برپایه یافته‌های باستان‌شناسی، این استان یکی از نخستین سکونتگاه‌های کهن بشر است و مفرغ لرستان از شهرت باستان‌شناسی زیادی برخوردار است. لرستان تنها استان ایران است که به دلیل اهمیت شگفت‌انگیز تاریخی یکی از ۴ بخش اصلی موزه ملی ایران را ویژه خود کرده‌است. این ۴ بخش اصلی عبارتند از پیش از تاریخ، تاریخی و لرستان، دوران اسلامی، مهر و سکه. استان لرستان سومین استان پرآب کشور است و ۱۲ درصد آب‌های کشور را در اختیار دارد. این استان باوجود مرزی نبودن خسارت‌های بسیاری در جریان جنگ ایران و عراق متحمل شده‌است.

استان لرستان

## ریشه نام
لرها یکی از اقوام ایرانی هستند و از دیدگاه قومی جزئی از مردم کرد به‌شمار نمی‌آیند. واژهٔ کرد در دوران تاریخی پس از حمله اعراب به ایران به معنای رمه‌گردانان و کوچ‌نشینان ایرانی‌تبار فلات ایران به کار رفته‌است و معنای قومی خاص نمی‌داده‌ است. در برخی از منابع، لرها و دیلمیان و بلوچان و اقوام دیگر را جزء کرد (یعنی کوچ نشین) شمرده‌اند؛ زیرا واژه کرد به معنی یک گونه شیوه زندگی و نه معنی زبانی بوده‌ است. اما از دیدگاه قومیت لرها گروهی جدا از کردها به شمار می‌آیند.
در نوشته‌های تاریخی پس از حمله اعراب به ایران، نام لر، نخستین‌بار در قرن ۴ هجری قمری به شکل واژه‌های اللّریه، لاریه، بلاد اللور و لوریه در متون بازمانده از آن دوران بروز می‌کند.
حمدالله مستوفی در «زبدة التواریخ» می‌گوید:
در ذکر مقام لران و سبب وقوع اسم لری برایشان یاد کرده شدند که وقوع اسم لر بدان قوم بوجهی گویند از آنکه در ولایت مارود دیهی است آن را کرد می‌خوانند و درآن حدود دربندی آن را به زبان لری کوک اکر خوانند و در آن دربند موضعی است که لر خوانند چون اصل ایشان از آن موضع خواسته ایشان را لر خوانند. وجه دوم آن است که به زبان لری کوه پردرخت را لِر گویند و بسبب ثقالت راء کسرهٔ لام با ضمه کردند و لر گفتند و وجه سوم اینکه این طایفه از نسل شخصی‌اند که او لر نام داشته و قول اول درست‌تر می‌نماید.

## جغرافیای تاریخی لرستان

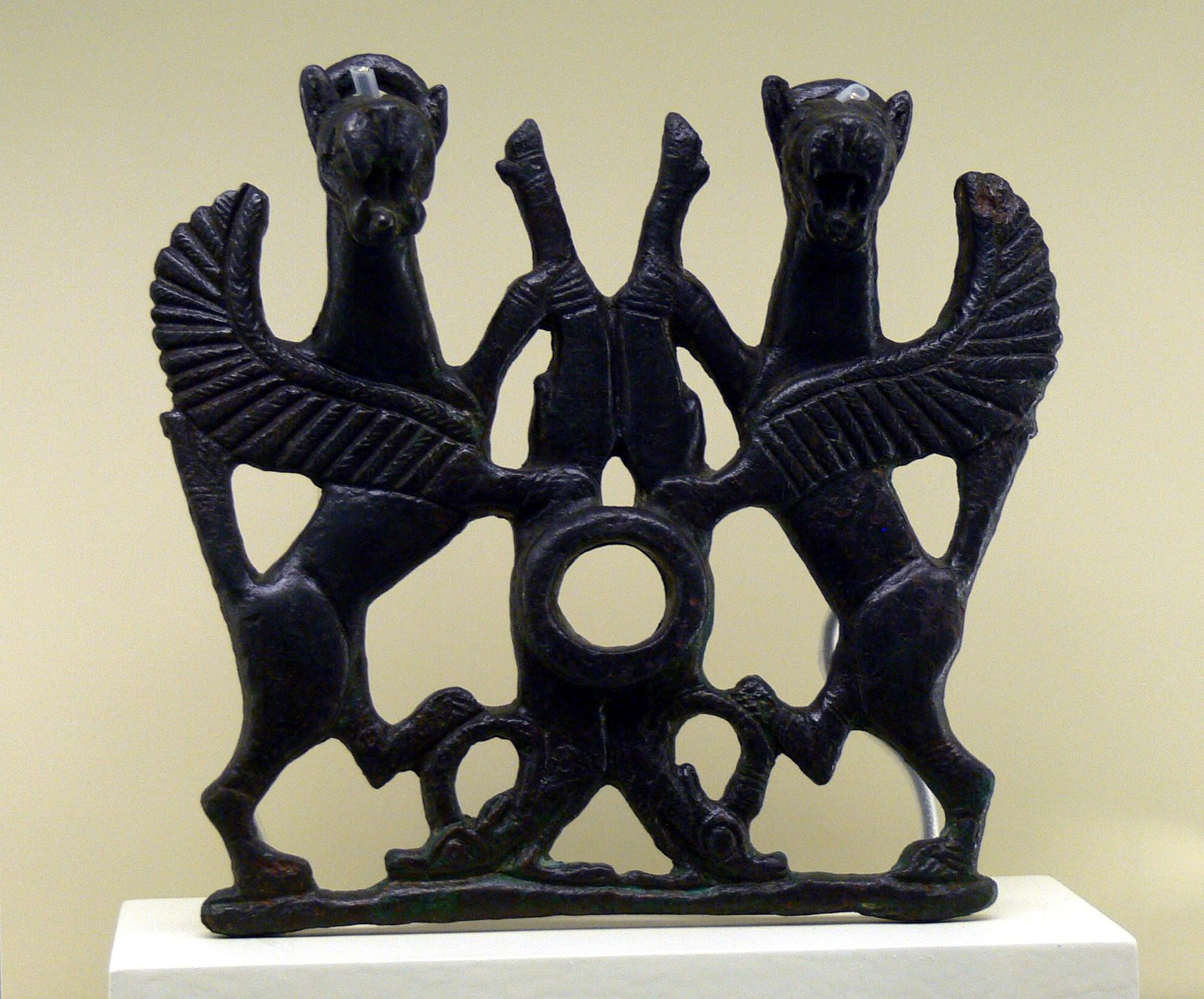
شیردال، موزه خاور نزدیک باستان برلین

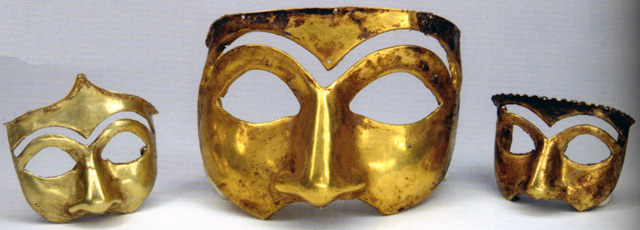
نقاب‌های یافته شده از غار کلماکره در شهرستان پلدختر، دوره ساخت؛ هخامنشیان

پیش از رسیدن قوم ماد ساکنان لرستان اقوامی مانند کاسی‌ها، الیپی‌ها، لولوبیان و عیلامی‌ها بودند. لرستان به عنوان بخشی از سرزمین ایران شاهد مهاجرت قبایل آریایی بوده‌ است. قوم ماد به غرب ایران کنونی از جمله مناطق لرستان کنونی کوچ کرده‌اند. مادها پس از ورود به زاگرس با اقوام ساکن آنجا یعنی کاسی‌ها، الیپی‌ها، لولوبیان و عیلامی‌ها و دیگر اقوام آسیایی درآمیختند و زبان ایرانی خود را در منطقه رواج کامل دادند. منطقه لرستان پس از حمله اعراب به ایران، با نام‌های گوناگونی چون جبال، لر کوچک، پیشکوه و لرستان فیلی نیز شناخته می‌شده‌ است.
لرستان به معنی سکونتگاه مردم لر واژه‌ای است که به سرزمین‌های با بیشینهٔ ساکنان لر آن اطلاق می‌گردد و به معنای گسترهٔ جغرافیایی است که مردم لر در آن سکونت دارند. گسترهٔ نام لرستان پیش از حکومت صفویان، سکونتگاه لرهای بختیاری، لرهای کهگیلویه و لرهای بویراحمدی را هم شامل می‌شد. اما پس از حکومت صفویان سکونتگاه لرهای بختیاری را منطقه بختیاری نام‌گذاری کردند و جغرافیای نام لرستان به حدود استان لرستان و ایلام کنونی محدود شد. این منطقه نیز در حکومت قاجاریان به دو بخش پشتکوه و پیشکوه تقسیم شد. در نمودار زیر تقسیمات لرستان از ۳۰۰ هجری قمری تاکنون آورده شده‌است.
|  |  |  |  |  |  |  |  |  |  |  |  |  |  |  |  |  |  |  |  |                  |                  |                  |                  |                  |                  |  |  |  |  |             |             |             |             |             |             |  |  |  |  |  |  |                              |                              | لرستان                       |                              |                              |                              |  |  |  |  |  |  |  |  |                     |                     |                     |                     |                     |                     |  |  |  |  |  |  |               |               |               |               |               |               |  |  |  |  |  |  |  |  |  |  |  |  |  |  |  |  |  |  |  |  |  |  |  |  |  |  |  |  |  |  |  |  |
|  |  |  |  |  |  |  |  |  |  |  |  |  |  |  |  |  |  |  |  |                  |                  |                  |                  |                  |                  |  |  |  |  |             |             |             |             |             |             |  |  |  |  |  |  |                              |                              |                              |                              |                              |                              |  |  |  |  |  |  |  |  |                     |                     |                     |                     |                     |                     |  |  |  |  |  |  |               |               |               |               |               |               |  |  |  |  |  |  |  |  |  |  |  |  |  |  |  |  |  |  |  |  |  |  |  |  |  |  |  |  |  |  |  |  |
|  |  |  |  |  |  |  |  |  |  |  |  |  |  |  |  |  |  |  |  |                  |                  |                  |                  |                  |                  |  |  |  |  |             |             |             |             |             |             |  |  |  |  |  |  |                              |                              |                              |                              |                              |                              |  |  |  |  |  |  |  |  |                     |                     |                     |                     |                     |                     |  |  |  |  |  |  |               |               |               |               |               |               |  |  |  |  |  |  |  |  |  |  |  |  |  |  |  |  |  |  |  |  |  |  |  |  |  |  |  |  |  |  |  |  |
|  |  |  |  |  |  |  |  |  |  |  |  |  |  |  |  |  |  |  |  |                  |                  |                  |                  |                  |                  |  |  |  |  | لر کوچک     | لر کوچک     | لر کوچک     | لر کوچک     | لر کوچک     | لر کوچک     |  |  |  |  |  |  |                              |                              |                              |                              |                              |                              |  |  |  |  |  |  |  |  | لر بزرگ             | لر بزرگ             | لر بزرگ             | لر بزرگ             | لر بزرگ             | لر بزرگ             |  |  |  |  |  |  |               |               |               |               |               |               |  |  |  |  |  |  |  |  |  |  |  |  |  |  |  |  |  |  |  |  |  |  |  |  |  |  |  |  |  |  |  |  |
|  |  |  |  |  |  |  |  |  |  |  |  |  |  |  |  |  |  |  |  |                  |                  |                  |                  |                  |                  |  |  |  |  | لر کوچک     | لر کوچک     | لر کوچک     | لر کوچک     | لر کوچک     | لر کوچک     |  |  |  |  |  |  |                              |                              |                              |                              |                              |                              |  |  |  |  |  |  |  |  | لر بزرگ             | لر بزرگ             | لر بزرگ             | لر بزرگ             | لر بزرگ             | لر بزرگ             |  |  |  |  |  |  |               |               |               |               |               |               |  |  |  |  |  |  |  |  |  |  |  |  |  |  |  |  |  |  |  |  |  |  |  |  |  |  |  |  |  |  |  |  |
|  |  |  |  |  |  |  |  |  |  |  |  |  |  |  |  |  |  |  |  |                  |                  |                  |                  |                  |                  |  |  |  |  | لرستان فیلی |             |             |             |             |             |  |  |  |  |  |  |                              |                              |                              |                              |                              |                              |  |  |  |  |  |  |  |  |                     |                     |                     |                     |                     |                     |  |  |  |  |  |  |               |               |               |               |               |               |  |  |  |  |  |  |  |  |  |  |  |  |  |  |  |  |  |  |  |  |  |  |  |  |  |  |  |  |  |  |  |  |
|  |  |  |  |  |  |  |  |  |  |  |  |  |  |  |  |  |  |  |  |                  |                  |                  |                  |                  |                  |  |  |  |  |             |             |             |             |             |             |  |  |  |  |  |  |                              |                              |                              |                              |                              |                              |  |  |  |  |  |  |  |  |                     |                     |                     |                     |                     |                     |  |  |  |  |  |  |               |               |               |               |               |               |  |  |  |  |  |  |  |  |  |  |  |  |  |  |  |  |  |  |  |  |  |  |  |  |  |  |  |  |  |  |  |  |
|  |  |  |  |  |  |  |  |  |  |  |  |  |  |  |  |  |  |  |  |                  |                  |                  |                  |                  |                  |  |  |  |  |             |             |             |             |             |             |  |  |  |  |  |  |                              |                              |                              |                              |                              |                              |  |  |  |  |  |  |  |  |                     |                     |                     |                     |                     |                     |  |  |  |  |  |  |               |               |               |               |               |               |  |  |  |  |  |  |  |  |  |  |  |  |  |  |  |  |  |  |  |  |  |  |  |  |  |  |  |  |  |  |  |  |
|  |  |  |  |  |  |  |  |  |  |  |  |  |  |  |  |  |  |  |  | پیشکوه یا لرستان | پیشکوه یا لرستان | پیشکوه یا لرستان | پیشکوه یا لرستان | پیشکوه یا لرستان | پیشکوه یا لرستان |  |  |  |  | پشتکوه      | پشتکوه      | پشتکوه      | پشتکوه      | پشتکوه      | پشتکوه      |  |  |  |  |  |  | بختیاری                      | بختیاری                      | بختیاری                      | بختیاری                      | بختیاری                      | بختیاری                      |  |  |  |  |  |  |  |  | بویراحمدی           | بویراحمدی           | بویراحمدی           | بویراحمدی           | بویراحمدی           | بویراحمدی           |  |  |  |  |  |  | شولستان       | شولستان       | شولستان       | شولستان       | شولستان       | شولستان       |  |  |  |  |  |  |  |  |  |  |  |  |  |  |  |  |  |  |  |  |  |  |  |  |  |  |  |  |  |  |  |  |
|  |  |  |  |  |  |  |  |  |  |  |  |  |  |  |  |  |  |  |  | پیشکوه یا لرستان | پیشکوه یا لرستان | پیشکوه یا لرستان | پیشکوه یا لرستان | پیشکوه یا لرستان | پیشکوه یا لرستان |  |  |  |  | پشتکوه      | پشتکوه      | پشتکوه      | پشتکوه      | پشتکوه      | پشتکوه      |  |  |  |  |  |  | بختیاری                      | بختیاری                      | بختیاری                      | بختیاری                      | بختیاری                      | بختیاری                      |  |  |  |  |  |  |  |  | بویراحمدی           | بویراحمدی           | بویراحمدی           | بویراحمدی           | بویراحمدی           | بویراحمدی           |  |  |  |  |  |  | شولستان       | شولستان       | شولستان       | شولستان       | شولستان       | شولستان       |  |  |  |  |  |  |  |  |  |  |  |  |  |  |  |  |  |  |  |  |  |  |  |  |  |  |  |  |  |  |  |  |
|  |  |  |  |  |  |  |  |  |  |  |  |  |  |  |  |  |  |  |  | استان لرستان     | استان لرستان     | استان لرستان     | استان لرستان     | استان لرستان     | استان لرستان     |  |  |  |  | استان ایلام | استان ایلام | استان ایلام | استان ایلام | استان ایلام | استان ایلام |  |  |  |  |  |  | چهارمحال و بختیاری و خوزستان | چهارمحال و بختیاری و خوزستان | چهارمحال و بختیاری و خوزستان | چهارمحال و بختیاری و خوزستان | چهارمحال و بختیاری و خوزستان | چهارمحال و بختیاری و خوزستان |  |  |  |  |  |  |  |  | کهگیلویه و بویراحمد | کهگیلویه و بویراحمد | کهگیلویه و بویراحمد | کهگیلویه و بویراحمد | کهگیلویه و بویراحمد | کهگیلویه و بویراحمد |  |  |  |  |  |  | شهرستان ممسنی | شهرستان ممسنی | شهرستان ممسنی | شهرستان ممسنی | شهرستان ممسنی | شهرستان ممسنی |  |  |  |  |  |  |  |  |  |  |  |  |  |  |  |  |  |  |  |  |  |  |  |  |  |  |  |  |  |  |  |  |

لغت‌نامه دهخدا در کنار توصیف استان لرستان به عنوان یکی از تقسیمات کشوری جدید، از لرستان به معنای سرزمین محل سکونت لرها نام می‌برد: 
لرستان یعنی اراضی لرنشین، و آن ناحیتی است وسیع به مغرب ایران، که از شمال محدود است به کرمانشاه و از مشرق به کوه‌های بروجرد و ملایر و از مغرب به عراق و از جنوب به خوزستان…
به این ترتیب ناحیه مورد نظر شامل نیمه غربی استان لرستان فعلی از حدود پل هرو در شرق تا مرز استان ایلام در غرب و از گاماسیاب در جنوب شهرستان نهاوند در شمال تا رود دز در شمال خوزستان در جنوب می‌شود. این منبع همچنین تنها مرکز شهری ناحیه لرستان را خرم‌آباد ذکر کرده‌است: 
تنها شهر (لرستان) خرم‌آباد است و آن قصبه‌ای است که در حدود پنج‌هزار نفر جمعیت دارد و در دره تنگی واقع شده که کشکان رود از آن می‌گذرد.

### اتابکان لر
اتابکان لرستان عنوان کلی دو سلسلهٔ مشهور به اتابکان لر بزرگ و اتابکان لر کوچک است که از اواخر عصر سلجوقیان بیش از چهار سده بر نواحی گسترده‌ای فرمان‌روایی کرده‌اند.

## شهرها و شهرستان‌ها
برابر با تقسیمات کشوری، استان لرستان ۱۲ شهرستان، ۲۹ بخش و ۸۵ دهستان دارد. استان لرستان هم‌اکنون دارای ۲۴ نقطه شهری و ۲۸۶۴ روستای دارای سکنه می‌باشد. شهرستان‌های این استان عبارت‌اند از:
- ازنا
- الیگودرز
- بروجرد
- پلدختر
- چگنی
- خرم‌آباد
- دلفان
- دورود
- رومشکان
- سلسله
- کوهدشت
- معمولان

لرستان در ابتدای تقسیمات کشوری دوره پهلوی بخشی از فرمانداری کل خوزستان و لرستان بود که خیلی زود از خوزستان جدا و با عنوان فرمانداری کل لرستان مستقل شد. در ابتدای تشکیل، دارای دو شهرستان خرم‌آباد در غرب و بروجرد در شرق بود. در فاصله کوتاهی، الیگودرز از شهرستان گلپایگان جدا و سومین شهرستان استان شد. روند تشکیل شهرستان‌های جدید تا اواخر دهه ۱۳۶۰ متوقف شده بود اما در پایان جنگ ایران و عراق، دورود از بروجرد، و کوهدشت و دلفان هم از خرم‌آباد جدا و به شهرستان تبدیل شدند. در سالهای بعدالشتر و پلدختر از شهرستان خرم‌آباد و نیز ازنا از شهرستان الیگودرز جدا و تبدیل به شهرستان‌های مستقل شدند. شهرستان چگنی در اواخر سال ۱۳۸۶ از شهرستان خرم‌آباد جدا و مستقل شد. جدیدترین شهرستان این استان شهرستان رومشکان است که در اواخر سال ۱۳۹۲ از شهرستان کوهدشت جدا و مستقل شد. مرکز این شهرستان، شهر چقابل است. استان لرستان هم‌اکنون دارای ۲۴ نقطه شهری است. بزرگ‌ترین شهرهای لرستان به ترتیب جمعیت عبارتند از: خرم‌آباد، بروجرد، دورود، کوهدشت، الیگودرز. بزرگ‌ترین شهر این استان از نظر وسعت شهری و جمعیت شهر خرم‌آباد و بزرگ‌ترین شهرستان استان شهرستان الیگودرز می‌باشد.

## جغرافیا
استان لرستان یکی از استان‌های کوهستانی در غرب ایران است. بیشتر مناطق این استان را کوههای زاگرس پوشانده است. آب و هوای این استان گوناگون بوده و تنوع آب و هوایی آن، از شمال شرق به جنوب غرب کاملاً مشهود است. لرستان از شمال با استان‌های همدان و مرکزی، از شرق با استان اصفهان، از جنوب با خوزستان و از غرب با استان‌های کرمانشاه و ایلام همسایه است. همچنین این استان از طریق باریکه‌ای در سمت جنوب شرقی دارای مرز بسیار کوتاهی با استان چهارمحال و بختیاری است.
لرستان ۳۶۳٫۰۱ کیلومتر از تهران فاصله دارد.

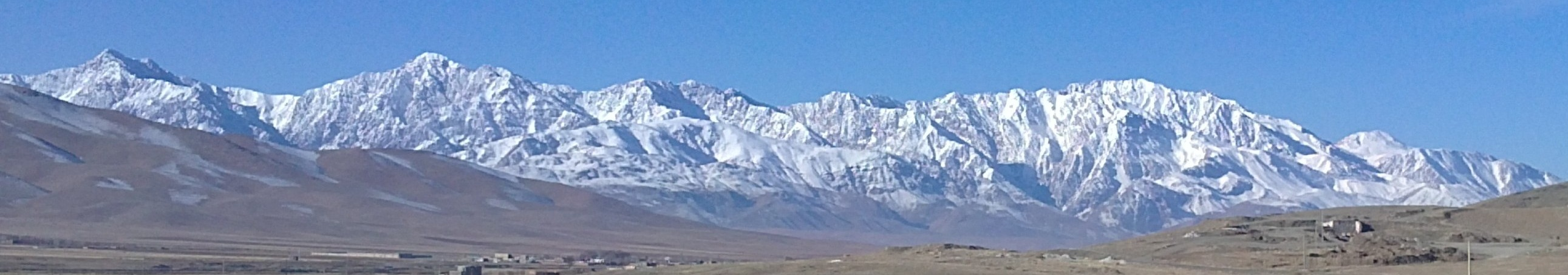
نمای اشترانکوه بلندترین نقطه لرستان

### آب و هوا

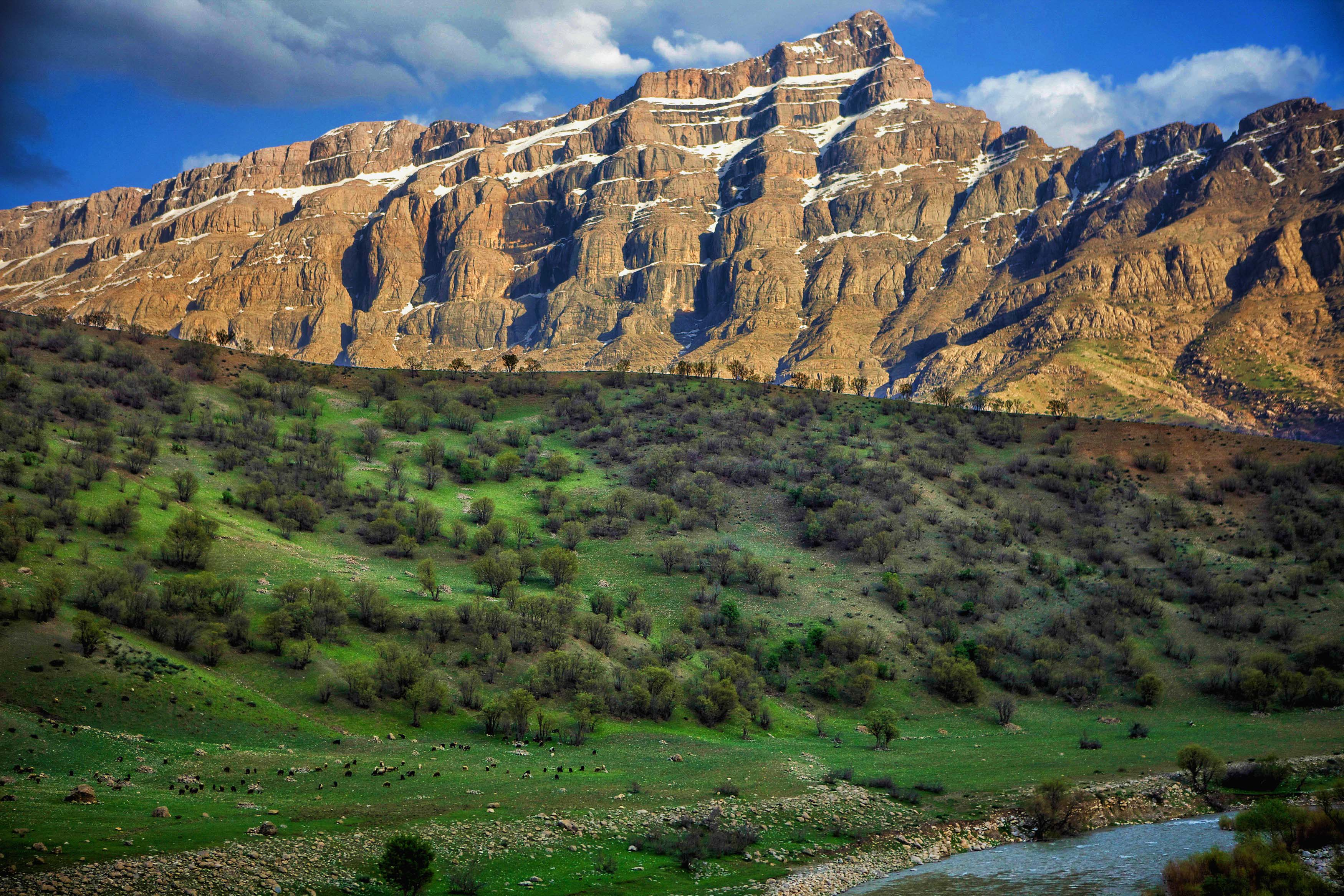
کوه پریز دورود

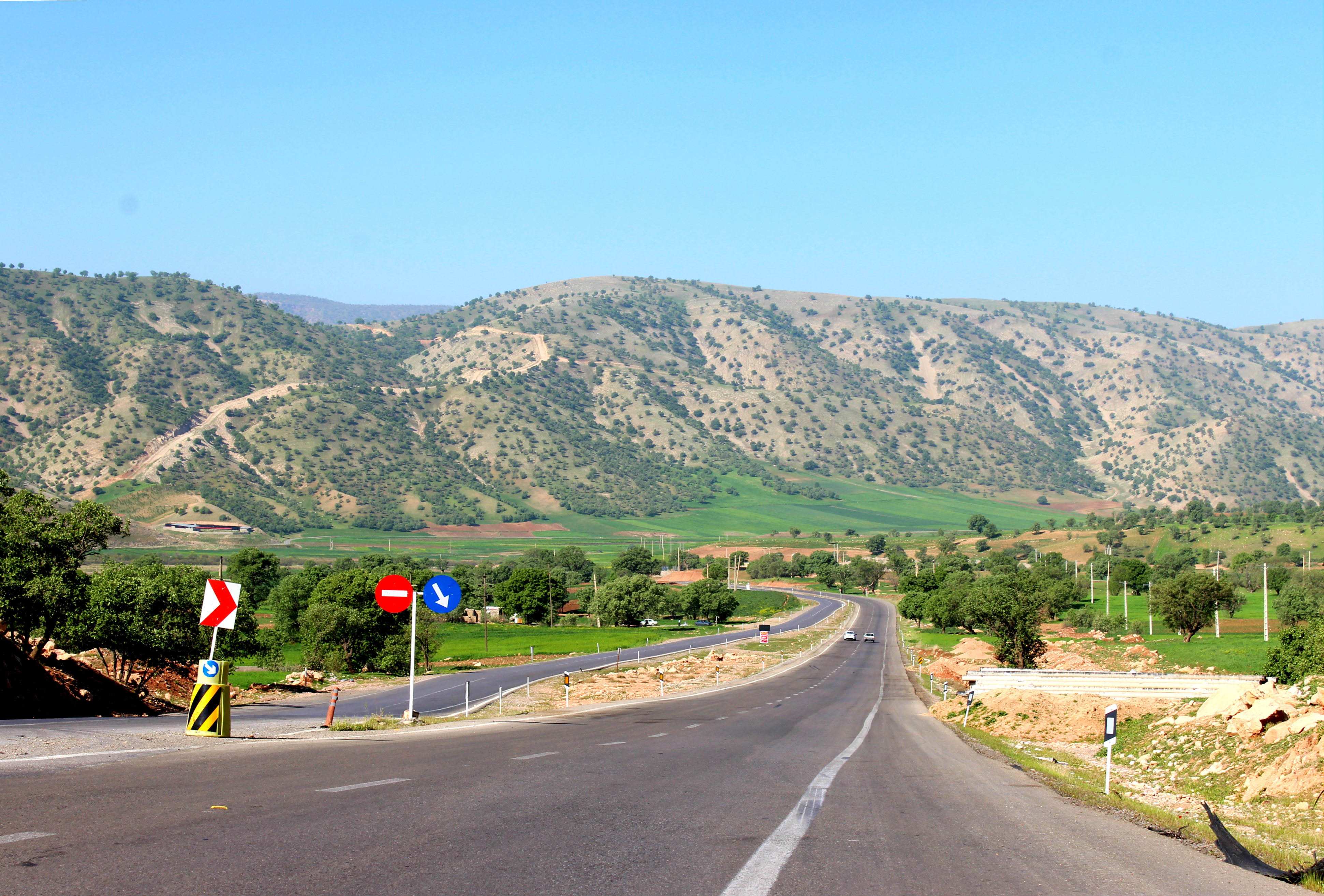
سراب‌دوره

اسپی دشت

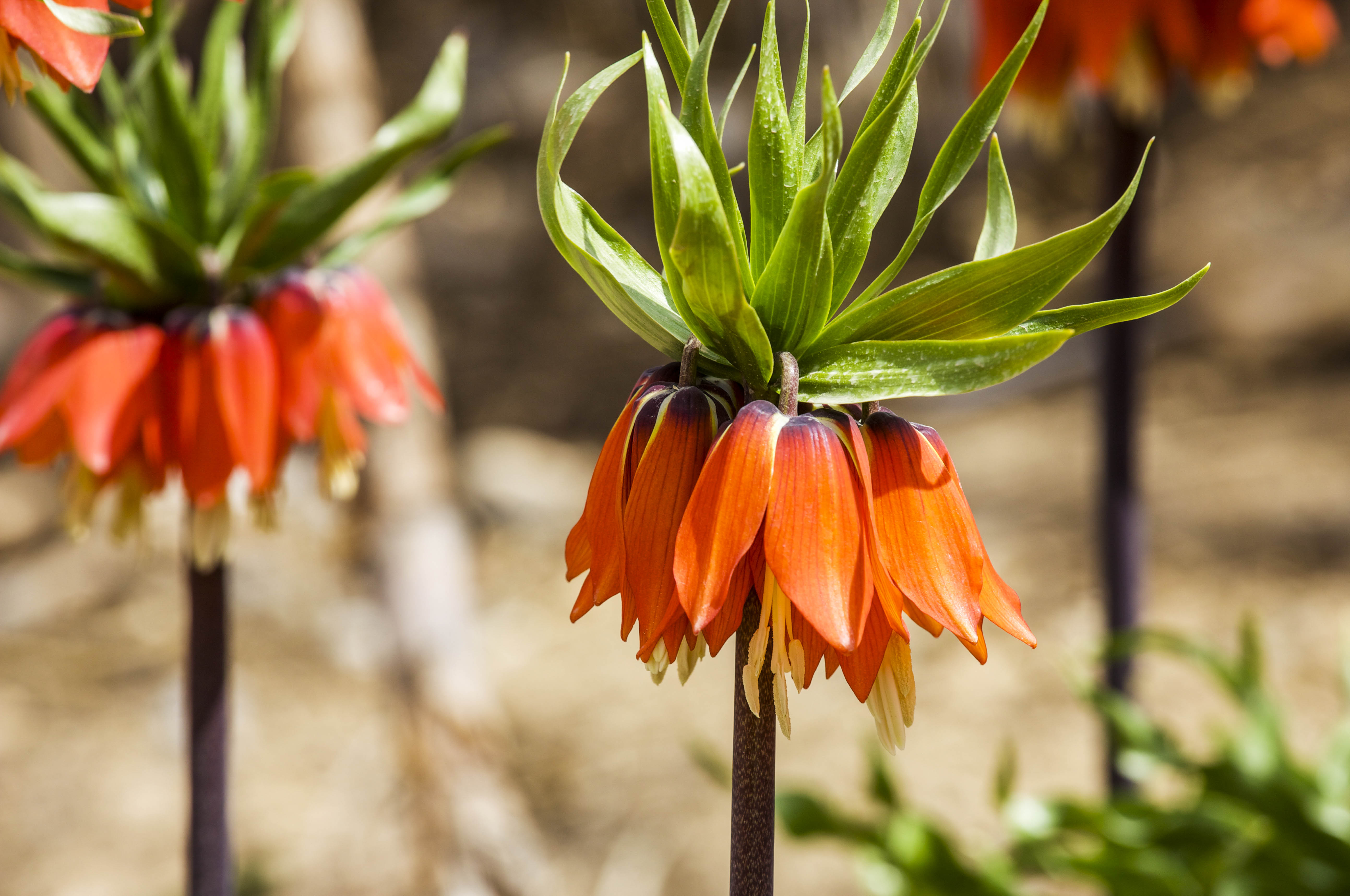
لاله‌های واژگون

لرستان به لحاظ اقلیم و هواشناسی یک استان چهار فصل است و دارای آب وهوایی متنوعی می‌باشد، این تنوع از شمال به جنوب و از شرق به غرب کاملاً محسوس است. زمستان هنگامی که در شمال لرستان برف و کولاک ادامه دارد قسمت‌های جنوبی آن دارای هوایی مطبوع و بارانی است. اختلاف ثبت شده در شهرهای استان لرستان بین حداکثر و حداقل مطلق دما بیش از ۸۰ درجه سانتیگراد است. حداکثر دمای ثبت شده ۴۷/۴ و حداقل دمای مطلق ثبت شده ۳۵- است.
استان لرستان با بارش میانگین سالانه ۵۵۰ تا ۶۰۰ میلی‌متر بعد از استانهای گیلان و مازندران سومین، استان از نظر بارندگی در کشور است.
به‌طور کلی در استان لرستان سه ناحیهٔ مشخص آب و هوایی دیده می‌شود:
- سرد کوهستانی
- معتدل مرکزی
- گرم جنوبی

### جنگل‌ها
حدود ۱ میلیون و ۲۰۰ هزار هکتار از مساحت استان لرستان پوشیده از جنگل است که این جنگل‌های حوزه رویشی زاگرس از با ارزش‌ترین ذخایر جنگلی جهان است. مهم‌ترین گونهٔ گیاهی در جنگل‌های لرستان بلوط است که این درختان نقش فوق‌العاده اکولوژیستی دارند و منابع مهمی برای حفظ آب و خاک محسوب می‌شوند. جنگل‌های لرستان از سال ۱۳۸۸ دچار بیماری و خسارت شده‌اند که بخشی از این بیماری متوجه عوامل انسانی و بخشی نیز به دلیل عوامل بیولوژیکی است و تاکنون تحقیقاتی در این زمینه انجام نشده‌است.
تغییر اقلیم و وجود پدیده گرد و غبار، افزایش درجه حرارت، تغییر بارش‌ها از برف به باران و عدم تعادل در پراکنش بارندگی‌ها موجب تشدید خشکسالی و نابودی بلوط لرستان شده‌است. ۷۰ درصد علل بیماری خشکسالی تشخیص داده شده‌است.

### گونه‌های اندمیک

#### غار ماهی کور
غار ماهی کور تنها اثر طبیعی ملی استان لرستان است. این اثر در سال ۸۲ به عنوان اثر طبیعی ملی ثبت شده‌است. ماهی کور یکی از گونه‌های کمیاب و اندمیک ایران است که در دنیا گونه‌ای منحصر به فرد محسوب شده که در غاری واقع در استان لرستان زندگی می‌کند و اولین «غارماهی» حقیقی جهان است که اولین بار زمین‌شناس دانمارکی در سال ۱۹۳۷ ضمن مسافرتی که به ایران داشت آن را کشف کرد و مطالعاتی بر روی این گونه انجام داد. این گونه تنها در استان لرستان وجود دارد و به این لحاظ از ذخایر ارزشمند ایران زمین است.

#### سمندر لرستانی
سمندر لرستانی یکی دیگر از گونه‌های اندمیک لرستان است که در معرض خطر انقراض می‌باشد. بیشتر در نواحی جنوبی لرستان و شمال خوزستان یافت می‌شود. این گونه سرخ در فهرست سرخ قرارداد حمایت از گونه‌های طبیعی (سایتس) قرار دارد. وزغ بی گوش نیز یک گونه انحصاری زیست‌بوم لرستان می‌باشد.

## انتقال آب لرستان به قم
پس از اجرای طرح انتقال آب از الیگودرز در شرق استان لرستان به قم که رسانه‌های ایران از آن با عنوان کلی و مبهم «طرح انتقال آب از سرشاخه‌های دز به قم» نام می‌برند، شهرستان الیگودرز اکنون تأمین‌کننده اصلی آب مصرفی (شرب، صنعتی، کشاورزی) شهرهای خوانسار، گلپایگان، خمین، محلات، نیم ور، سلفچگان و قم می‌باشد.
به گفته فتاح وزیر وقت نیرو این آب یکی از بهترین آبهای دنیا است.

در مجموع ظرفیت انتقال و جمع‌آوری آب در این طرح ۲۳ متر مکعب بر ثانیه است در حالی که بیشترین میزان آبی که از سد کرج به تهران می‌آید ۱۱ متر مکعب بر ثانیه بوده و ظرفیت سامانه یادشده بیش از دو برابر آب انتقالی از سد کرج به تهران است. این سامانه سالیانه ۱۸۳ میلیون متر مکعب آب به پشت سد کوچری منتقل می‌کند. ظرفیت نهایی انتقال آب در این پروژه ۵۰۰۰ لیتر در ثانیه است. مقدار انتقال آب برای افق سال ۱۴۱۰ به ۲۴۰ میلیون مترمکعب می‌رسد که مطالعات آن در حال انجام است.

### اعتراض‌ها و خسارت‌ها
انتقال آب از شرق استان لرستان و شهرستان الیگودرز به شهرهای خوانسار، گلپایگان، خمین، محلات، نیم ور، سلفچگان و قم باعث پایین رفتن شدید سطح سفره‌های آب زیرزمینی و در نهایت خشک شدن چاه‌های آب این منطقه شده‌است. بیش از ۶۰ حلقه چاه خشک شده و ۱۷۱ حلقه از چاه‌های منطقه نیز در آستانه خشکیدن قرار دارند، اما تاکنون حقابه یی برای این روستاها در نظر گرفته نشده‌است. این طرح درحالی برای استان‌های دیگر هدف‌گذاری شده‌است که ۸۹۲ روستای لرستان مشکل آب آشامیدنی دارند و ۶۸ هزار جمعیت روستایی این استان به وسیله تانکر آب‌رسانی می‌شوند.
از سوی دیگر نام‌گذاری این طرح به عنوان مبهم «طرح انتقال آب از سرشاخه‌های دز به قم» و همچنین نام‌گذاری پروژه ساخت و اجرای این طرح با نام پروژه قمرود باعث واکنش‌هایی در میان مردم استان لرستان شد تا جایی که محمد تقی توکلی نماینده شهرستان الیگودرز هم نسبت به نام‌گذاری این طرح اعتراض کرد و آن را مجعول خواند.
خشک شدن چاه‌ها و چشمههای شهرستان الیگودرز علاوه بر خسارات بسیاری که به بخش کشاورزی وارد کرده‌است باعث از بین رفتن مجتمع‌های پرورش ماهی در این شهرستان شده‌است. پرویز فتاح، وزیر نیروی پیشین دولت نهم مدعی شد که وی مدافع حقوق مردم الیگودرز است.

این پروژه تنها پروژه ایران است که کلنگ آن برای آنکه باعث مطالبه‌ای از سوی مردم لرستان نشود به جای مبدأ در مقصد طرح به زمین زده شده‌است.

## مکان‌های دیدنی لرستان

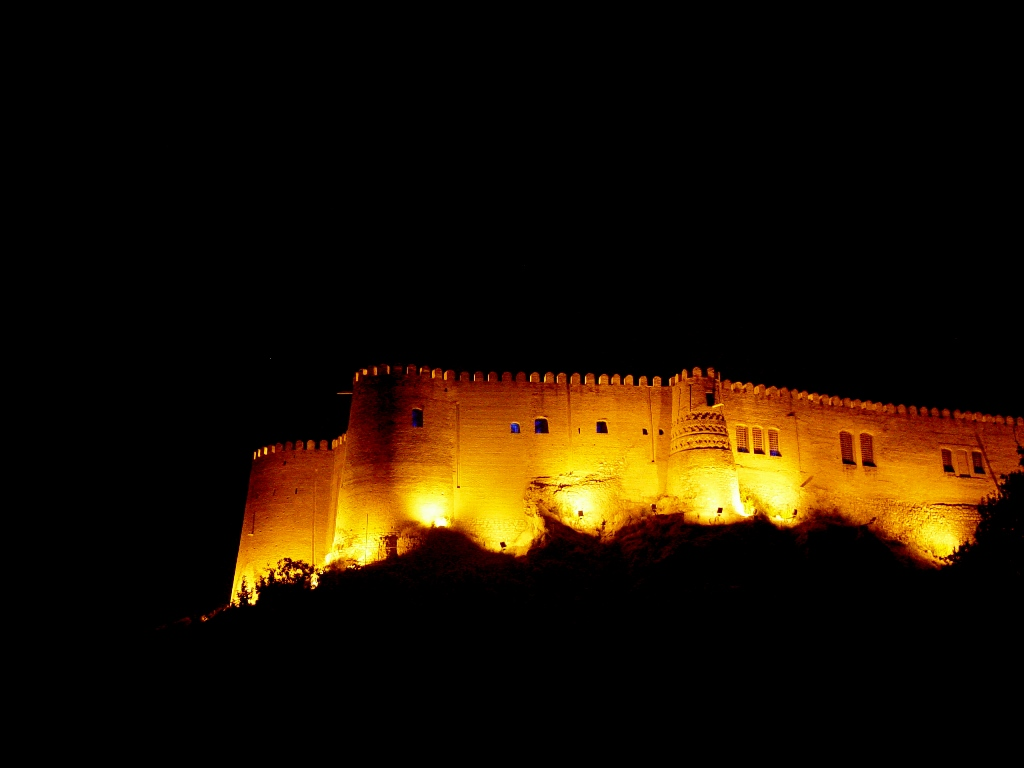
قلعه فلک الافلاک خرم‌آباد

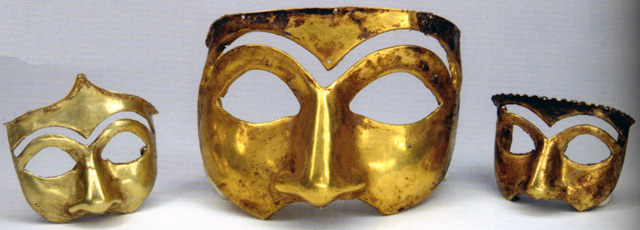
نقاب‌های زرین - قدمت: نیمهٔ نخست هزارهٔ نخست پیش از میلاد - محل کشف: غار کلماکره - محل نگهداری: موزهٔ ملی ایران.

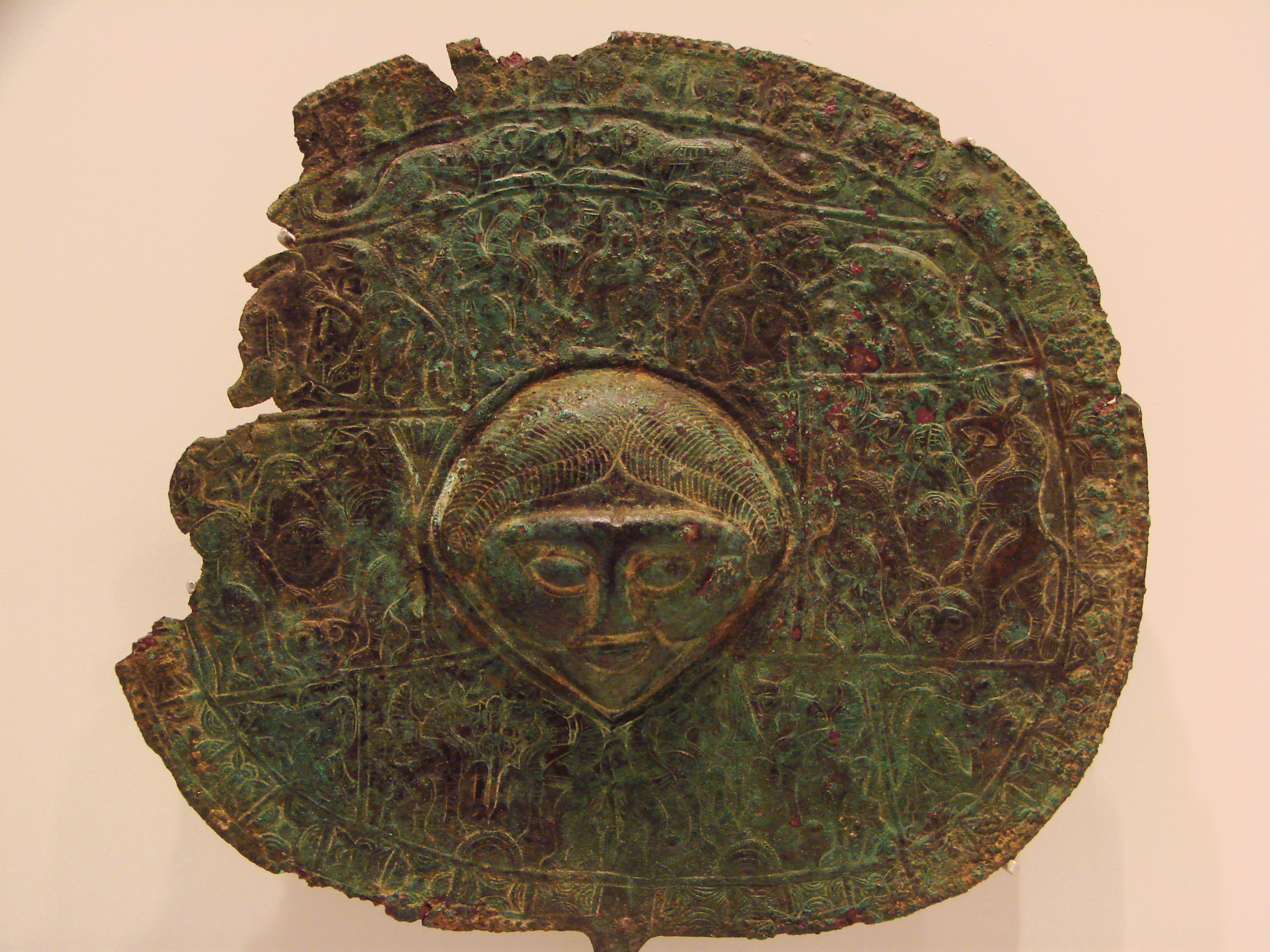
صفحه برنزی، هزاره اول قبل میلاد، موزه رایتبرگ زوریخ

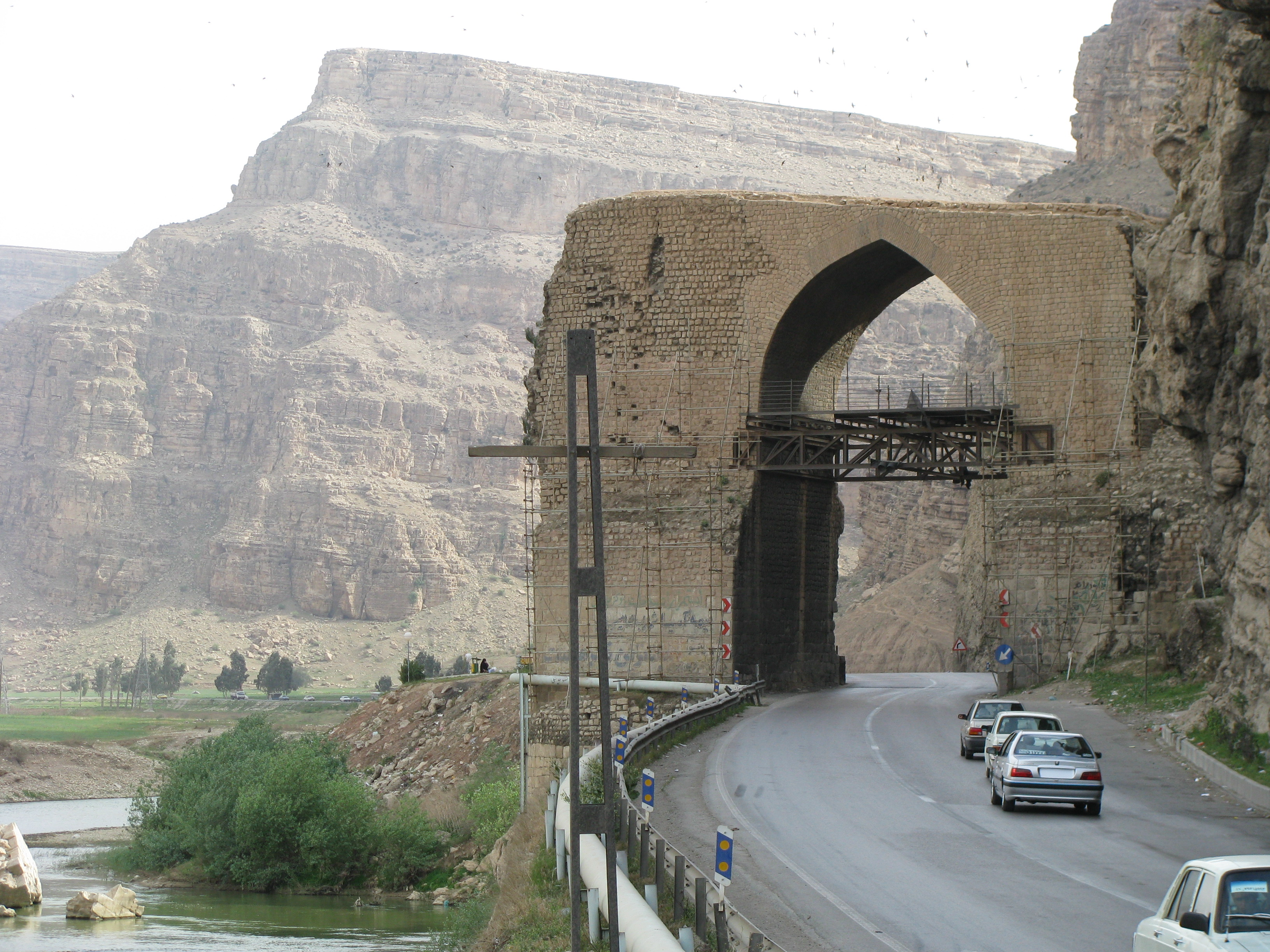
پل‌دختر، متعلق به دوره ساسانیان

استان لرستان سرزمینی با آب و هوای معتدل و کوهستانی است که بین ۴۶ درجه و۵۱ دقیقه تا ۵۰ درجه و۲۲ دقیقه عرض شمالی در کوههای زاگرس میانی واقع شده‌است. اشترانکوه با ۴۱۵۰ متر ارتفاع بلندترین نقطه استان لرستان است و پست‌ترین نقطه در جنوبی‌ترین منطقه استان واقع شده و ارتفاع آن از سطح دریا ۵۰۰ متر است. از دیگر کوه‌های بلند می‌توان به کوه گرین با ارتفاع ۳۷۰۰متر از سطح دریا در بروجرد نام برد.

### آثار باستانی و تاریخی

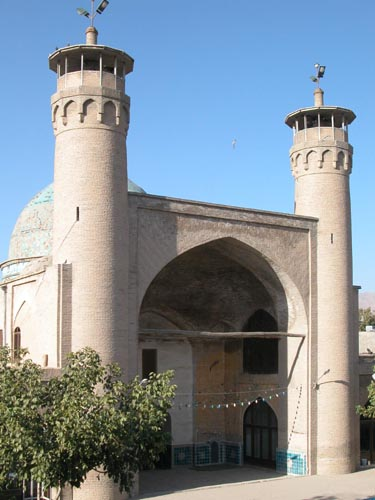
ایوان جنوبی و گلدسته‌های مسجد جامع بروجرد

لرستان جایگاه آثار باستانی و تاریخی فراوانی است که می‌توان آن‌ها را به سه دوره پیش از تاریخ، دوره ایران باستان و دوره اسلامی تقسیم کرد. یافته‌های پیش از تاریخ لرستان، بیشتر شامل نقاشی‌ها، کنده‌کاری‌های غارها، سفالینه‌ها و اشیای مفرغی هستند. به دلیل کوهستانی بودن منطقه، نخستین ساکنان در مناطق مرکزی و غربی لرستان سکونت یافتند. در این استان، بیش از ۲۵۰ غار و پناهگاه صخره‌ای وجود دارد که نیمی از آنان در فهرست آثار ملی کشور به ثبت رسیده‌اند. از جلمه غارهای مهم می‌توان به غارهای منقوش پیش از تاریخ هومیان یک، هومیان دو و میر ملاس کوهدشت و دوشه بخش چگنی خرم‌آباد، غارهای مسکونی پیش از تاریخ دره خرم‌آباد مانند غارهای پاسنگر، قمری، کنجی، گرارجنه و یافته و غار باستانی و شگفت‌انگیز کلماکره پلدختر و غار تمندر، غار شاهرود و غار بزنوید الیگودرز اشاره کرد

#### پل‌ها و دژها
از دوره‌های هخامنشیان و ساسانیان، پل‌ها و دژهای ویران شده فراوانی به جای مانده‌است. پل گاومیشان، پل‌دختر، پل کشکان، پل شاپوری، پل کلهر، پل سی پله، پل معمولان و نیز قلعه نصیر، قلعه می‌شوند، کاروانسرای چمشک وقلعه فلک الافلاک از این دسته‌اند. گورستان‌ها و تپه‌های تاریخی فراوانی در بیشتر مناطق این استان وجود دارند که هنوز مورد کاوش باستان‌شناسی قرار نگرفته‌اند. فلک الافلاک یا دژ شاپورخواست قلعه‌ای تاریخی در مرکز شهر خرم‌آباد در استان لرستان است. فلک الافلاک با نام قلعه دوازده برجی هم شناخته می‌شود. قلعه فلک الافلاک بر فراز تپه‌ای مشرف به شهر خرم‌آباد و در نزدیکی رودخانه خرم‌آباد قرار گرفته و چشم گیرترین اثر تاریخی و گردشگری درون شهر خرم‌آباد است. قلعه باجول و قلعه مندیش در الیگودرز نیز نشان از قدمت تاریخی این منطقه دارد.
از جاذبه‌های تاریخی شهر دورود می‌توان به پل تاریخی چالانچولان اشاره کرد. پایه این پل در زمان ساسانیان پایه‌گذاری شده‌است و در زمان صفویه گسترش پیدا کرد. این پل بر روی رودخانه سزار احداث شده‌است و طول پل ۶ در ۱۲۰ متر است که دارای ۶ طاق چشمه می‌باشد که ارتفاع طاق چشمه‌ها به بیش از یک متر می‌رسد. پل تاریخی چالان چولان دارای موج شکن‌هایی در قسمت شمال غربی است. جهت امنیت عابرین از روی پل، دو طرف پل دارای دیواره آجری به ارتفاع ۹۰ سانتی‌متر است. این پل به‌عنوان یکی از آثار ملی ایران به ثبت رسیده‌است. این پل در ۲۰ کیلومتری شهر دورود واقع شده‌است.

#### مسجدها
مسجدها و امامزاده‌ها نیز از مهم‌ترین آثار به جای مانده از دوره‌های پس از اسلام در این منطقه هستند که مسجد جامع، مسجد سلطانی بروجرد مسجد جامع خرم‌آباد، امامزاده پیرشمس الدین بن موسی، امامزاده جعفر بروجرد، شاهزاده احمد پلدختر، شاهزاده محمد کوهدشت، امامزاده ابراهیم نورآباد، شاهزاده عبدالله، امامزاده زیدبن علی و امامزادگان ابوالوفا واقع در شهر خرم‌آباد، امامزاده محمد بن حسن الیگودرزاز قدیمی‌ترین و مهم‌ترین این آثار به‌شمار می‌آیند.
از جمله مهم‌ترین مساجد استان لرستان می‌توان به مسجد جامع بروجرد که به مسجد جمعه نیز شناخته می‌شود اشاره کرد که یکی از نخستین مسجدهای ساخته شده در ایران است که در قرن دوم تا سوم هجری در شهر بروجرد بنا نهاده شده‌است. این مسجد در دل یکی از محله‌های تاریخی شهر با نام دودانگه واقع شده و به لحاظ معماری و قدمت، از بناهای منحصر به فرد استان لرستان و شهر بروجرد است.

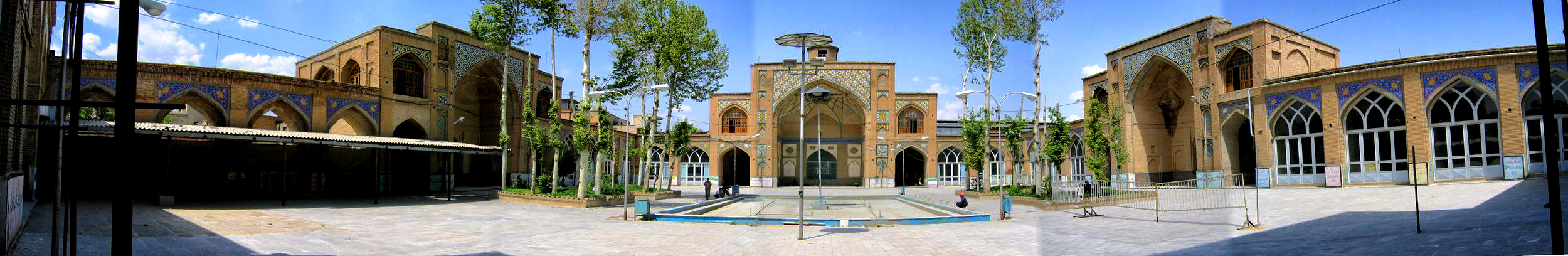
سراسر نمایی از مسجد سلطانی بروجرد

### گردشگاه‌ها و دیدنی‌های طبیعی
استان لرستان به دلیل قرارگیری در رشته کوه‌های زاگرس و وجود منابع فراوان آب دارای موقعیت مناسب از لحاظ گردشگاه‌ها و دیدنی‌های طبیعی است. لرستان یک استان چهار فصل و دارای آب وهوای متنوع است و سه ناحیه مشخص آب و هوایی دارد. کوهستان‌های مرتفع، آبشارهای متعدد، دریاچه‌های طبیعی، جنگل‌های وسیع بلوط و چند دشت وسیع در لرستان وجود دارند که از ظرفیت‌های این استان برای جذب گردشگر هستند. از مهم‌ترین گردشگاه‌ها و دیدنی‌های طبیعی لرستان می‌توان به این مکان‌ها اشاره کرد:

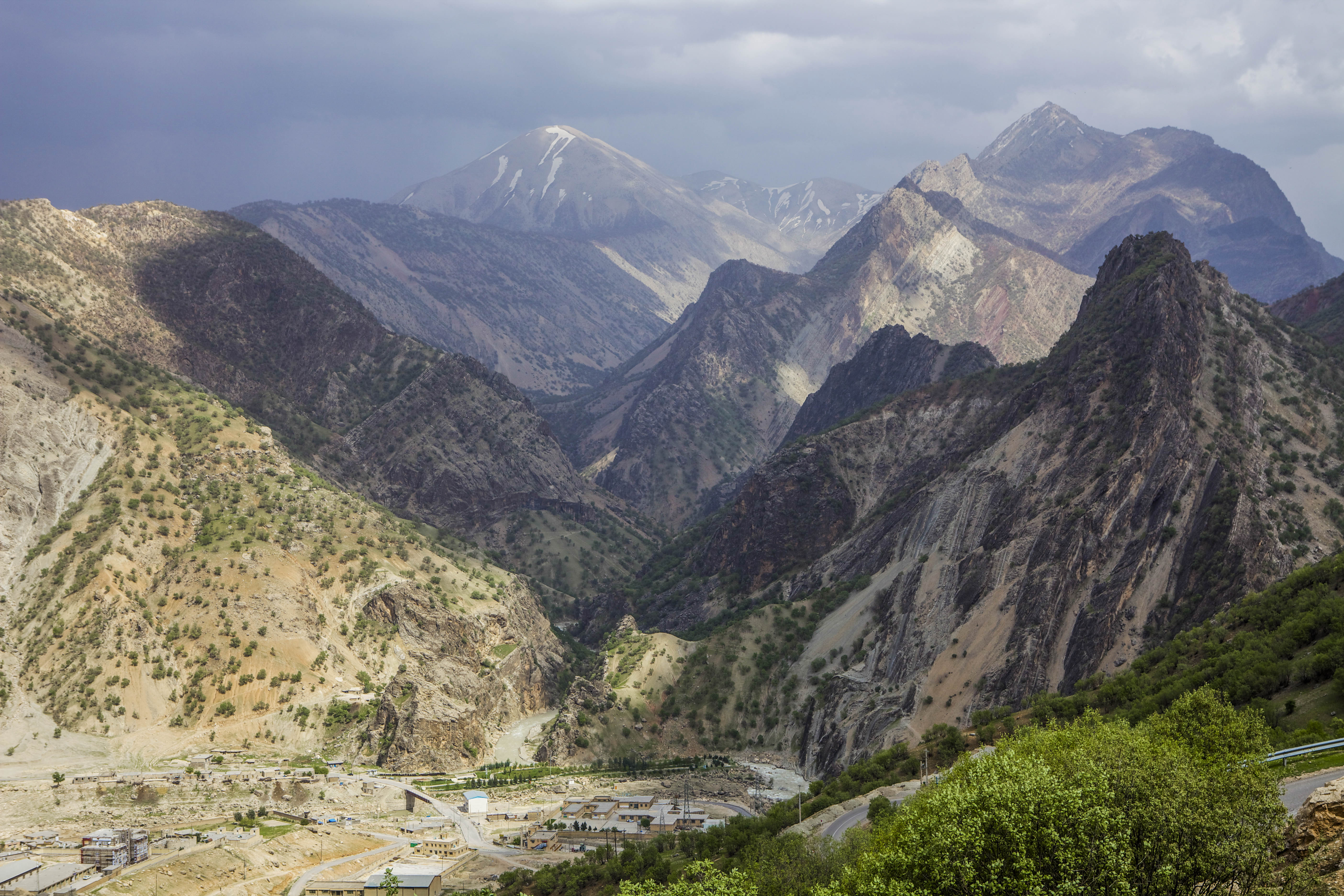
سپیددشت

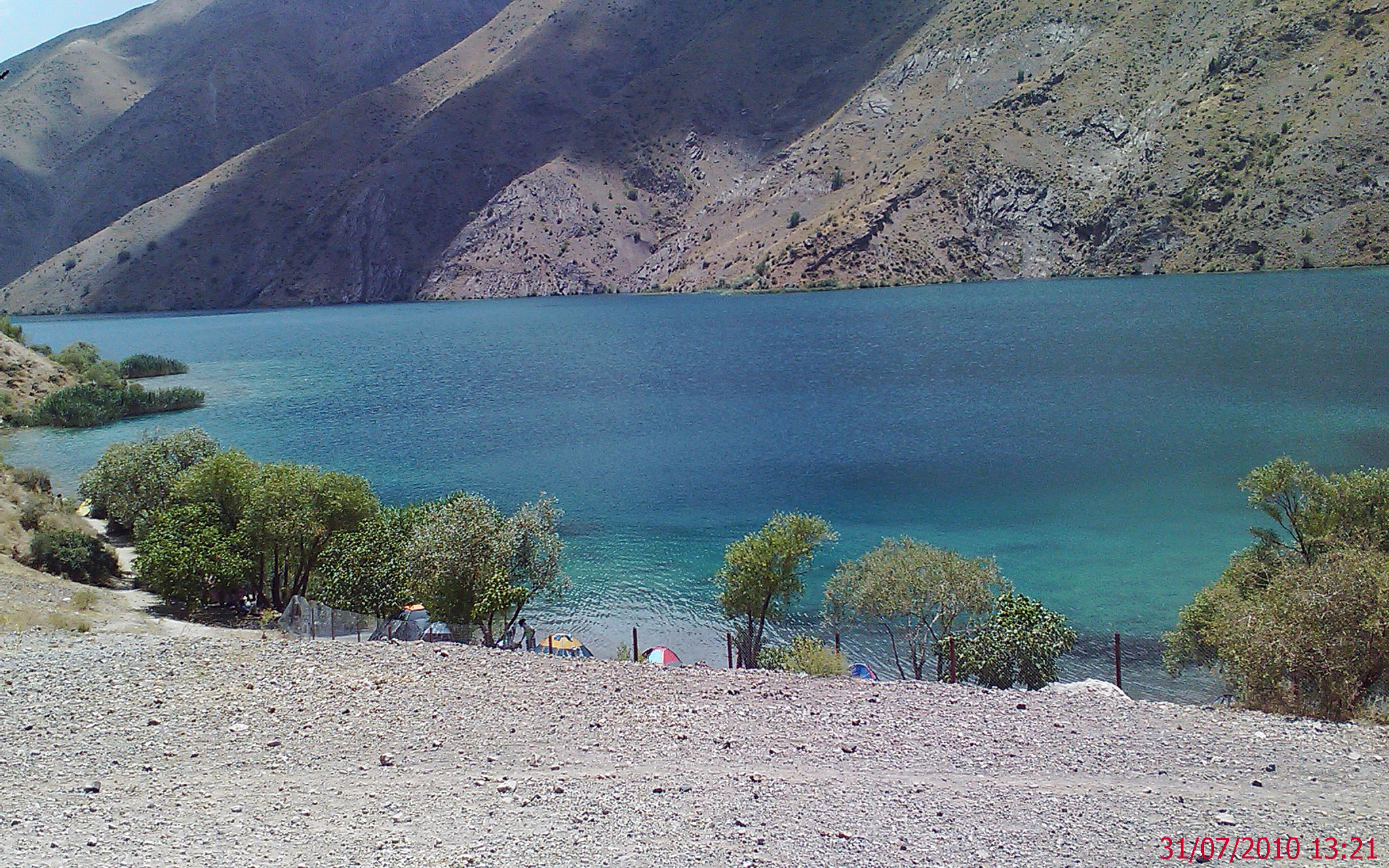
دریاچه گهر دورود

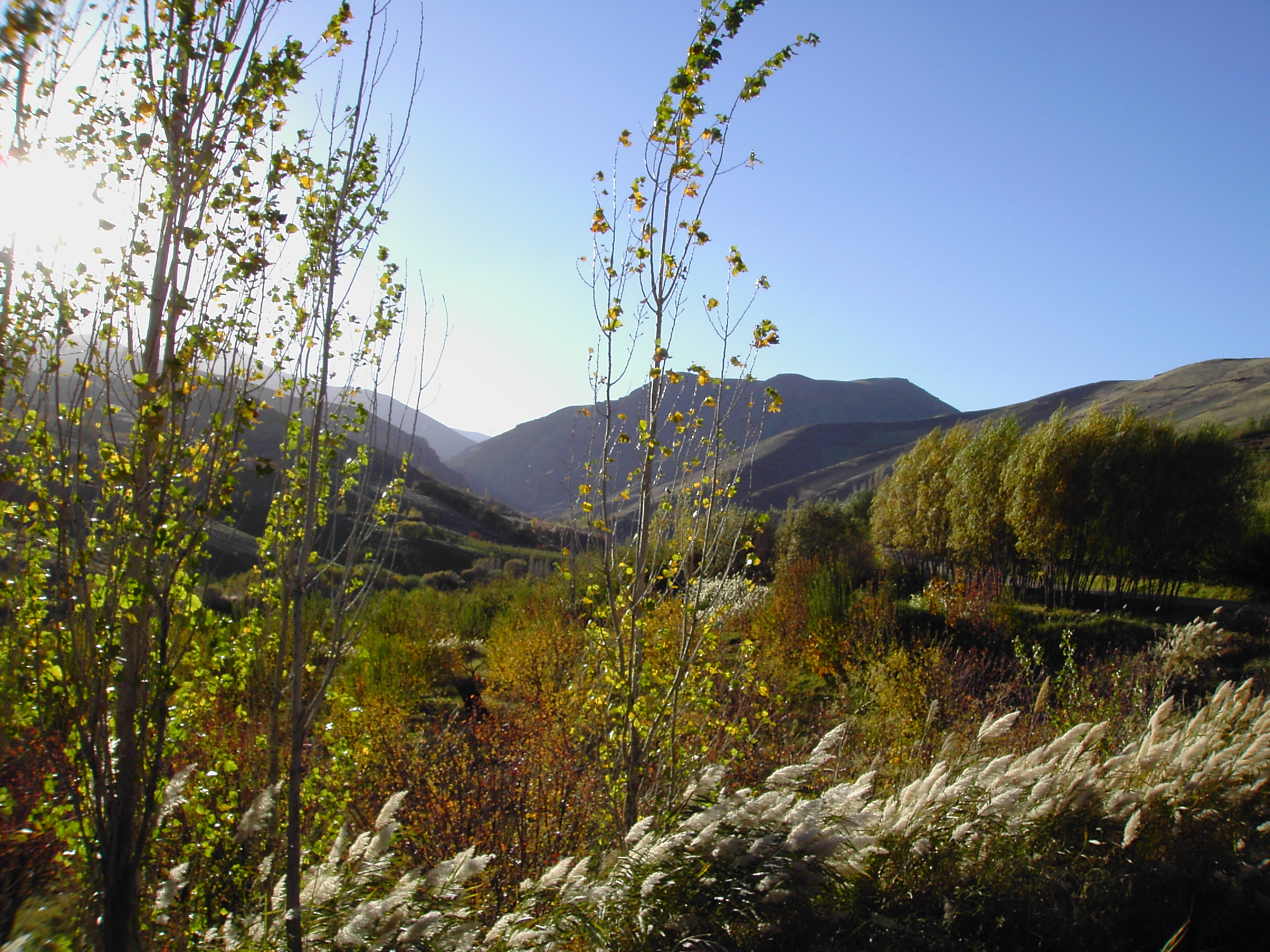
منطقه گردشگری گلدشت، بروجرد

- دریاچه گهر دورود
- اشترانکوه
- لاله‌های واژگون دالانی الیگودرز
- پارک جنگلی شورآب
- منطقه گلدشت
- دریاچه کیو
- مجموعه تالاب‌های پلدختر
- آبشارها

#### آبشارها

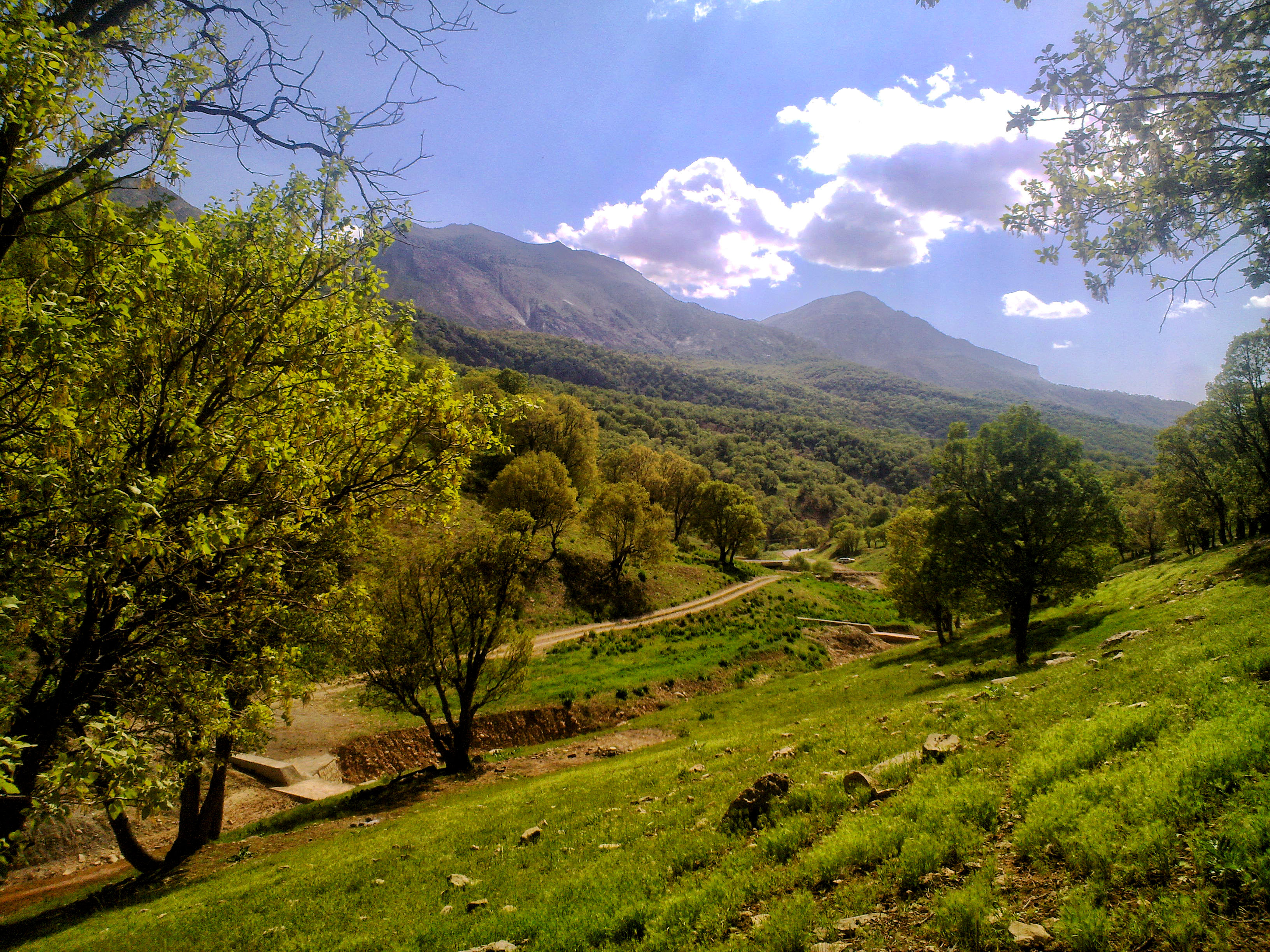
منطقه نوژیان

لرستان به دلیل قرار گرفتن در مناطق کوهستانی و همچنین به دلیل برخوردار بودن از منابع آب بسیار و چشمه‌های فراوان در موقعیت بسیار خوبی برای به وجود آمدن آبشارهای طبیعی است. در لرستان بالغ بر ۵۰ آبشار وجود دارد که هر ساله در فصل‌های مختلف علاقه‌مندان بسیاری را به خود جذب می‌کنند.
آبشارهای شهرستان ازنا
- آبشار عروس
- آبشار کول جنو
- آبشار شن
- آبشار گل گل
- آبشار گردو
- آبشار مهر
- آبشار شن اسکی
- آبشار دره دِره
- آبشار جَرجَر

آبشارهای شهرستان الیگودرز
- آبشار آب‌سفید
- آبشار برنجه
- آبشار چکان
- آبشار تیندر
- آبشار لوچ
- آبشار خورشید
- آبشارهای دورک
- آبشار وارگ
- آبشار چونگ شنه
- آبشار تاف
- آبشار کیگوران
- آبشار دره ماهی
- آبشار مبارک‌آباد

آبشارهای شهرستان پلدختر
- آبشار افرینه
- آبشار آبتاف
- آبشار دره گرگ

آبشارهای شهرستان خرم‌آباد
- آبشار نوژیان در بخش پاپی
- آبشار سرکانه در بخش پاپی
- آبشار وارک در بخش پاپی
- آبشار مخمل کوه
- آبشار بیشه در بخش پاپی

آبشارهای شهرستان دلفان
- آبشارغسلگه
- آبشار سویله

آبشارهای شهرستان دورود
- آبشار ازنادر[۵۵]

- آبشار آب‌گرمه
- آبشار تنگ عزیز آباد
- آبشار هشوید
- آبشار چکان[۵۶]

آبشارهای شهرستان سلسله
- آبشار گلهو

#### دریاچه‌ها
دریاچه گهر
دریاچه گهر در میان رشته کوه اشترانکوه در جنوب شرقی شهرستان دورود واقع شده‌است. این دریاچه که به «نگین اشترانکوه» معروف است یکی از زیباترین دریاچه‌های طبیعی ایران به‌شمار می‌رود و با ارتفاع ۲۳۶۰ متر از سطح دریا واقع شده‌است. دسترسی به این دریاچه از طریق شهر دورود امکان‌پذیر است.
دریاچه کیو
دریاچه کیو در شمال غرب شهر خرم‌آباد قرار گرفته‌است. مساحت دریاچه هفت هکتار و عمق آن بین سه تا هفت متر است. این دریاچه از ارزشهای توریستی درون‌شهری برخوردار بوده و همچنین زیستگاهی مناسب برای جانوران آبزی و پرندگان بومی و مهاجر است. کیو در گویش لری مردمان خرم‌آباد به معنی کبود رنگ و آبی است و دلیل استفاده آن آب زلال و عمیق این دریاچه است که به رنگ آبی و نیلی دیده می‌شود.
دریاچه شط تمی

سراسرنما از دریاچه کیو در شمال شهر خرم‌آباد

دریاچه تمی یکی از جاذبه‌های گردشگری الیگودرز است. دریاچه تمی یکی از زیباترین دریاچه‌های کوهستان لرستان به‌شمار می‌رود که در جنوب استان لرستان و شهرستان الیگودرز در منطقه‌ای کوهستانی قرار دارد. تمی در گویش محلی به مکانی صاف و هموار که در جایی بلند قرار گرفته گفته می‌شود.
دریاچه خان‌آباد
دریاچه سد خان‌آباد یکی از جاذبه‌های الیگودرز می‌باشد. این دریاچه در ۵۰ کیلومتری جنوب شرقی الیگودرز قرار دارد که شامل امکانات تفریحی همچون قایق تفریحی، جت اسکی و اسکان شبانه می‌باشد.

### تالاب‌ها
از مهم‌ترین تالاب‌های لرستان می‌توان به تالاب ازگن دورود و تالاب‌های پلدختر اشاره کرد.
تالاب ازگن، تالابی فصلی در شهر دورود و در نزدیکی آبشار آب گرم قرار دارد. این تالاب فصلی بوده و از ابتدای بهار تا اواخر بهار به دلیل بارش‌ها، دارای آب می‌باشد. این تالاب یکی از دیدنی‌های شهر دورود در بهار می‌باشد.
تالاب پلدختر در ۱۵ کیلومتری جنوب پلدختر قرار دارد و از طریق یک جاده خاکی فرعی کنار جاده پلدختر - اندیمشک قابل دسترس است. زندگی بسیاری از حیوانات آن منطقه به این تالاب‌ها بستگی دارد. به‌طوری‌که شکار در آن منطقه ممنوع است. تعداد تالاب‌های پلدختر به ۱۰ عدد می‌رسد.

### چشمه‌ها وسراب‌ها

تالاب پلدختر

ازجمله موارد طبیعی و اکوتوریستی در لرستان وجود چشمه هاوسراب‌های متعدد در سطح این استان است. این سراب‌ها و چشمه‌ها شرایط مناسبی را جهت جذب جمعیت توریستی داخل استان و خارج از استان را فراهم می‌نماید. سراب هنام و سراب کهمان در الشتر، سراب چگنی، کیو و چشمه‌های گلستان، گرداب سنگی در خرم‌آباد، سراب جانیزه، سراب زرشکه، سراب سفید، سراب زارم، سراب کرتول، و چشمه‌های ونایی، دره خونی، هفت چشمه و اسل در بروجرد و اشترینان، سراب غارتمندر و گردکانک، ماهی چال، فرسیان، گایکان، سر دره، رود آب در الیگودرز، سراب چشمه و رودک در دورود، و چشمه فلفلی در ازنا، اطراف برخی از این چشمه‌ها و سرابها از پوشش گیاهی نادری برخوردار بوده و در طول فصول مساعد شرایط مناسبی را جهت جذب گردشگران فراهم می‌نماید.

## مردم‌شناسی

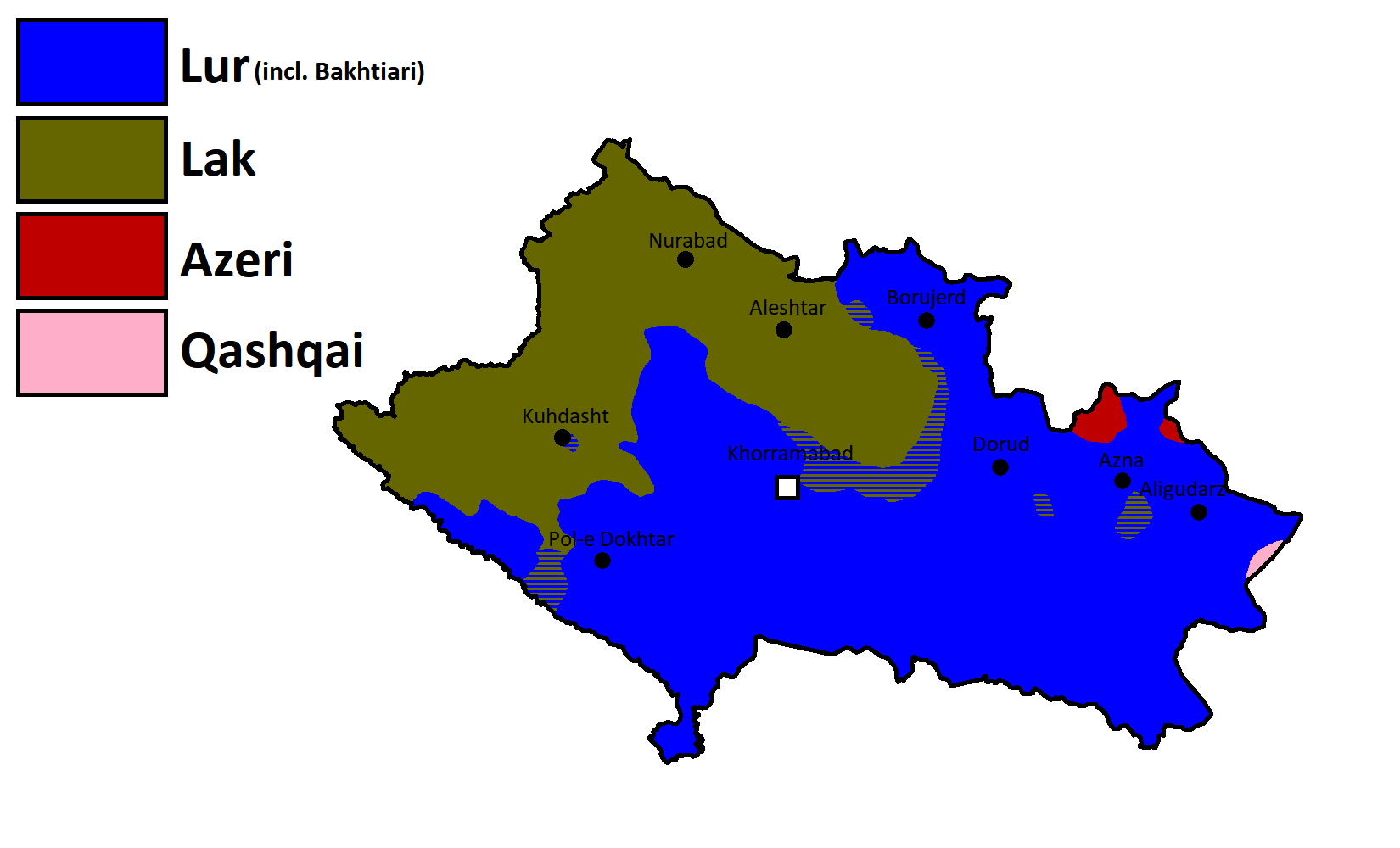
پراکنش اقوام در لرستان

### قومیت
نظرسنجی سال ۱۳۸۹
طی پژوهشی که شرکت پژوهشگران خبرۀ پارس به‌سفارش شورای فرهنگ عمومی در سال ۱۳۸۹ انجام داده و براساس یک بررسی میدانی و یک جامعۀ آماری که از میان ساکنان ۲۸۸ شهر و حدود ۱۴۰۰ روستای سراسر کشور نمونه‌گیری شده، درصد اقوامی که در این نظر سنجی نمونه‌گیری شد در این استان به قرار زیر بوده است: ۹۱٫۵٪ لُر، ۴٫۶٪ فارس، ۱٫۴٪ مازندرانی، ۰٫۵٪ گیلک، ۰٫۵٪ عرب، ۰٫۵٪ کُرد، ۰٫۳٪ تُرک و ۰٫۷٪ بدون جواب.
| اقوام استان لرستان | اقوام استان لرستان | اقوام استان لرستان | اقوام استان لرستان | اقوام استان لرستان |
| ------------------ | ------------------ | ------------------ | ------------------ | ------------------ |
| قومیت              | قومیت              |                    | درصد               | درصد               |
| لُر                 | لُر                 |                    | ۹۱٫۵٪              | ۹۱٫۵٪              |
| فارس               | فارس               |                    | ۴٫۶٪               | ۴٫۶٪               |
| مازندرانی          | مازندرانی          |                    | ۱٫۴٪               | ۱٫۴٪               |
| گیلک               | گیلک               |                    | ۰٫۵٪               | ۰٫۵٪               |
| کُرد                | کُرد                |                    | ۰٫۵٪               | ۰٫۵٪               |
| عرب                | عرب                |                    | ۰٫۵٪               | ۰٫۵٪               |
| ترک                | ترک                |                    | ۰٫۳٪               | ۰٫۳٪               |
| بدون جواب          | بدون جواب          |                    | ۰٫۷٪               | ۰٫۷٪               |

ساکنان عمدۀ استان لرستان را طایفه‌ها و تیره‌هایی از قوم ایرانی لُر تشکیل می‌دهند. سکونتگاه مردم لر استان لرستان در امتداد سرزمین‌های لرنشین وسیع‌تری قرار دارد که بخش‌هایی از استان‌های چهارمحال و بختیاری، فارس، اصفهان، کهگیلویه و بویراحمد، بوشهر، خوزستان، همدان، مرکزی و ایلام را در برمی‌گیرد و طایفه‌های گوناگون لر در آن پراکنده‌اند. سکندر امان‌الهی بهاروند لرها را با در نظرگرفتن وضع زبان به دو گروه خاوری و باختری تقسیم شده‌اند که مرز بین این دو همان رود دز یا به قول لرها رودخانه‌ی «سزار» است. گروه خاوری شامل بختیاری‌ها، لرهای کهگیلویه و بویراحمد، ممسنی و لرهای مناطق دیگر چون خوزستان، فارس، بوشهر، هرمزگان و کرمان هستند. گروه باختری در منطقه وسیعی بین رود دز در شرق و مرزهای عراق در غرب به سر می‌برند و شامل لک‌ها، لرهای لرستان، لرهای نهاوند، سیلاخور، بروجرد، تویسرکان، ملایر، ایلام و شمال خوزستان هستند. همچنین بخشی از مردم لرستان به زبان لکی تکلم می‌کنند که به طور عمده شامل شهرستان‌های دلفان، سلسله و بخشی از شهرستان‌های کوهدشت و خرم‌آباد می‌شود. اگرچه در آمارهای رسمی لک‌های استان لرستان به عنوان بخشی از قومیت لر در نظر گرفته می‌شوند، اما در چند سال اخیر برخی مدعی شده‌اند که لک‌ها قومیتی جداگانه هستند. آمار دقیق و تفکیک شده‌ای از جمعیت لک‌ها در استان لرستان تهیه نشده است. برخی با استناد به پژوهش اریک آنونبی که لک‌زبانان را  از نظر قومی لر به شمار آورده لک‌ها را در شمار مردم لر دسته‌بندی می‌کنند. آنونبی بخشی از جمعیت ایلام و کرمانشاه را نیز لر دانسته، اگرچه اشاره کرده که آن‌ها حداقل برخی از این افراد از نظر زبانی به کردی جنوبی صحبت میکنند.
گروهی کوچک از مردم ارمنی در استان لرستان زندگی می‌کنند که از زمان صفویه به این منطقه کوچانده شده‌اند. اصلی‌ترین منطقۀ سکونت آن‌ها شهرستان الیگودرز است که دیگر روستاهای منطقۀ بورواری مجاور است. ارمنی‌ها همچنین در شهرستان بروجرد نیز سکونت دارند.
گروهی از مردم ترک نیز در استان لرستان ساکن هستند که عمدتاً در شهرستان‌های الیگودرز، ازنا و بروجرد زندگی می‌کنند.
شماری از کولی‌های ایران نیز در استان لرستان زندگی می‌کنند که هیچ آماری از جمعیت و محل سکونت آن‌ها و تقسیم‌بندی‌های طایفه‌ای آنان در دست نیست.

### زبان و گویش در لرستان

پراکنش زبانها در لرستان بر پایه اطلس زبانهای ایران

وب‌سایت اطلس زبان‌های ایران پراکندگی زبانی استان لرستان را در سال ۲۰۲۳ به شکل زیر تخمین زده است:
| \| پراکندگی زبانی استان لرستان \| پراکندگی زبانی استان لرستان \| پراکندگی زبانی استان لرستان \| پراکندگی زبانی استان لرستان \| پراکندگی زبانی استان لرستان \| \| --------------------------- \| --------------------------- \| --------------------------- \| --------------------------- \| --------------------------- \| \| زبان \| زبان \| \| درصد \| درصد \| \| لکی \| لکی \| \| ۲۷٫۹۲٪ \| ۲۷٫۹۲٪ \| \| لری شمالی \| لری شمالی \| \| ۲۵٫۴۲٪ \| ۲۵٫۴۲٪ \| \| فارسی \| فارسی \| \| ۲۱٫۶۵٪ \| ۲۱٫۶۵٪ \| \| شمال زاگرس \| شمال زاگرس \| \| ۱۲٫۴۴٪ \| ۱۲٫۴۴٪ \| \| بختیاری \| بختیاری \| \| ۱۱٫۱۶٪ \| ۱۱٫۱۶٪ \| \| ترکی \| ترکی \| \| ۰٫۷۵٪ \| ۰٫۷۵٪ \| \| مختلط \| مختلط \| \| ۰٫۶۶٪ \| ۰٫۶۶٪ \| |            |  |        |        |
| پراکندگی زبانی استان لرستان |            |  |        |        |
| زبان | زبان       |  | درصد   | درصد   |
| لکی | لکی        |  | ۲۷٫۹۲٪ | ۲۷٫۹۲٪ |
| لری شمالی | لری شمالی  |  | ۲۵٫۴۲٪ | ۲۵٫۴۲٪ |
| فارسی | فارسی      |  | ۲۱٫۶۵٪ | ۲۱٫۶۵٪ |
| شمال زاگرس | شمال زاگرس |  | ۱۲٫۴۴٪ | ۱۲٫۴۴٪ |
| بختیاری | بختیاری    |  | ۱۱٫۱۶٪ | ۱۱٫۱۶٪ |
| ترکی | ترکی       |  | ۰٫۷۵٪  | ۰٫۷۵٪  |
| مختلط | مختلط      |  | ۰٫۶۶٪  | ۰٫۶۶٪  |

مطابق اطلس زبان های ایران مردم لرستان به لکی، لری خرم‌آبادی، لری بالاگریوه، لری بختیاری، لری سیلاخوری و لری ثلاثی (شامل لری بروجردی) به عنوان زبان مادری صحبت میکنند. گلاتولوگ گویش بروجردی را ذیل لری شمالی طبقه بندی میکنند درحالی که برخی بروجردی در گروهی به نام زاگرس شمالی با نام دیگر لری ثلاثی طبقه بندی میکنند. فارسی زبان بومی و اجدادی مردم لرستان نیست با این حال زبان فارسی به عنوان زبان مادری و خانگی در بیشتر استان به ویژه در شهرها در حال ظهور است، اما ورود آن به عنوان زبان مادری در میان کودکان به دلیل استفاده مستمر و قوی از زبان‌های بومی در اکثر مناطق محدود شده است. در نتیجه زبان فارسی هنوز در هیچ‌یک از شهرها یا روستاهای این استان به عنوان زبان مادری اکثریت شناخته نمی‌شود. بنیاد «کالچرال سورویوال» زبان بخشی از مردمان لر را لکی ذکر میکند که نیمی از جمعیت لرستان را تشکیل میدهند. دانشنامه ایرانیکا زبان لری را به دو دسته جنوبی و شمالی تقسیم بندی میکند که دسته شمالی شامل گویش‌های لری رایج در مناطقی از همدان، لرستان، ایلام، خوزستان و غیره ‌‌‌‌میشود. همچنین ایرانیکا در مقاله دیگری لک ها را جزء لرهای شمالی دانسته است. گلاتولوگ لری را به دو دسته شمالی و جنوبی-بختیاری تقسیم میکند. انتولوگ لری را به چهار دسته شمالی، بختیاری، جنوبی و کمزاری تقسیم بندی میکند برخی نیز زبان و گویش مربوط به مردمان لر را به سه دسته کلی تقسیم بندی میکنند که شامل تقسیم بندی ذیل میشود: ۱. شاخۀ لرستان شمالی (مناطقی از لرستان، ایلام، کرمانشاه، همدان، قزوین و عراق عمدتا در بدره، مندلی و خانقین)، شامل لکی؛ ۲. شاخۀ مرکزی (مینجایی)، دربرگیرندۀ گویشهای فِیلی و ثلاثی؛ ۳. شاخۀ جنوبی (استان کهگیلویه و بویراحمد و مناطقی از اصفهان، فارس، بوشهر، چهارمحال و بختیاری و خوزستان) شامل گویش‌های لری جنوبی و بختیاری.
گویش‌های زبان لری لُری نزدیک‌ترین گویش‌های ایرانی به زبان فارسی هستند. زبان لری همانند زبان فارسی نواده‌ای از زبان پارسی میانه است و واژه‌های آن همانندی بسیاری با فارسی دارد. ریشه زبان‌های ایرانی لری مانند زبان فارسی به پارسی میانه (پهلوی ساسانی) و از طریق پارسی میانه به پارسی باستان (زبان هخامنشیان) برمی‌گردد ویژگی‌های زبان لری نشان می‌دهد که چیرگی زبان‌های ایرانی در منطقه کنونی لرستان در تاریخ باستان از سوی ناحیه پارس صورت گرفته و نه از سوی ناحیه ماد. زبان‌شناسانی دیگر لری را یک پیوستار زبانی از گویش‌های ایرانی جنوب غربی بین گونه‌های فارسی و کردی دانسته‌اند که میان مردم لُر در غرب و جنوب غرب ایران رایج است و خود از سه گویش جدا تشکیل می‌شود که عبارتند از گویش لری فیلی، لری بختیاری و لری جنوبی (کهگیلویه و ممسنی و بویراحمدی) و در دو سوی پیوستار با انواعی از زبان‌های کردی و فارسی شانه به شانه‌است. به عبارت دقیق تر این خانواده یک گروه جدا اما مرتبط از چند زیرگروه پیوسته از ایلات و طوایف است، شناخته‌شده‌ترین این گروه‌ها عبارتند از بخشی از فیلی‌ها یا لر کوچک و بختیاری، بویراحمد، کهگیلویه و ممسنی (چهار گروه اخیر لر بزرگ را تشکیل می‌دهند). فیلی بیشتر به پیشکوه و پشتکوه تقسیم می‌شود، چند گروه کوچکتر دیگر هم هستند.

### جمعیت
بر اساس سرشماری مرکز آمار ایران، جمعیت استان لرستان دوره در سال ۱۳۹۰ برابر با ۱٬۷۵۴٬۲۴۳ نفر بوده‌است که ۲٫۳ درصد از جمعیت ایران را تشکیل می‌دهد. تراکم جمعیت استان لرستان در همین سال برابر با ۶۲ نفر در هر کیلومتر مربع بوده‌است. همچنین طی دوره پنج ساله ۱۳۸۵ تا ۱۳۹۰، متوسط نرخ رشد سالانه جمعیت استان لرستان ۰٫۴۴ درصد بوده‌است. در سرشماری سال سرشماری ۱۳۸۵، جمعیت لرستان ۱٫۷۱۶٫۵۲۷ نفر گزارش شده‌بود.
تعداد خانوارهای استان لرستان در سال ۱۳۹۰ برابر با ۴۶۲٬۵۲۸ نفر بوده‌است. تعداد خانوارهای لرستان در سال ۱۳۸۵ برابر ۳۸۴٬۰۹۹ نفر بوده‌است. به این ترتیب طی یک دوره پنج ساله تعداد خانوارهای لرستانی بیش از ۲۰ درصد رشد کرده‌است. بر اساس همین سرشماری، جمعیت شهرنشین استان لرستان در سال ۱۳۹۰ برابر با ۱٬۰۷۵٬۹۵۱ نفر بوده‌است که نسبت به سال ۱۳۸۵ از رشدی برابر با ۵٫۵ درصد برخوردار بوده‌است. به این ترتیب ضریب شهرنشینی در استان لرستان ۶۱٫۳ درصد است.

## موقعیت اقتصادی
| نرخ بیکاری استان لرستان | نرخ بیکاری استان لرستان | نرخ بیکاری استان لرستان | نرخ بیکاری استان لرستان | نرخ بیکاری استان لرستان |
| ----------------------- | ----------------------- | ----------------------- | ----------------------- | ----------------------- |
| بیکاری                  | بیکاری                  |                         | درصد                    | درصد                    |
| ۱۳۹۰                    | ۱۳۹۰                    |                         | ۱۹٫۲٪                   | ۱۹٫۲٪                   |
| ۱۳۹۱                    | ۱۳۹۱                    |                         | ۲۰٫۲٪                   | ۲۰٫۲٪                   |
| ۱۳۹۲                    | ۱۳۹۲                    |                         | ۱۷٫۱٪                   | ۱۷٫۱٪                   |
| ۱۳۹۳                    | ۱۳۹۳                    |                         | ۲۲٫۸٪                   | ۲۲٫۸٪                   |
| ۱۳۹۴                    | ۱۳۹۴                    |                         | ۱۳٫۴٪                   | ۱۳٫۴٪                   |
| ۱۳۹۵                    | ۱۳۹۵                    |                         | ۱۵٫۱٪                   | ۱۵٫۱٪                   |
| ۱۳۹۶                    | ۱۳۹۶                    |                         | ۱۳٪                     | ۱۳٪                     |
| ۱۳۹۷                    | ۱۳۹۷                    |                         | ۱۲٫۹٪                   | ۱۲٫۹٪                   |
| ۱۳۹۸                    | ۱۳۹۸                    |                         | ۱۵٫۴٪                   | ۱۵٫۴٪                   |

لرستان به سبب داشتن کوهستانهای پهناور و مراتع بسیار، از گذشته‌های دور زیستگاه مردمی بوده که دامپروری و کشاورزی پیشه اصلی آنان بوده‌است. به همین سبب ساختار طایفه‌ای در این استان از اهمیت بسیاری برخوردار بوده‌است. ایلات و طوایف لرستان گستردگی زیادی دارند اما در مجموع به دو گروه کوچ رو و ساکن تقسیم می‌شوند. طایفه‌هایی از لر بختیاری در شرق لرستان، در مناطق الیگودرز و ازنا ساکن هستند یا هر ساله به این منطقه کوچ می‌کنند. مراتع فراوان و بارندگی مناسب، امکان پرورش دام و کشاورزی را در این منطقه فراهم نموده‌است. از همین رو پیشه سنتی مردم لرستان دامپروری و کشاورزی بوده‌است. ساکنان مناطق شهری، پیشه‌ور، بازرگان یا صنعت‌گر بوده‌اند. امروزه درصد قابل توجهی از ساکنان شهرها را کارمندان ادارات دولتی، آموزشی و نظامی تشکیل می‌دهند. دامپروری از جمله فعالیت‌های مهم مردم این استان به‌شمار می‌رود. از لحاظ صنعتی نیز استان لرستان در حال توسعه می‌باشد که می‌توان به صنایع ساختمانی، سیمان، فلزی، سرامیک، غذایی، پوشاک، صنایع دستی و شیمیائی اشاره کرد. معادن این استان شامل سنگ تراورتن، مرمریت، فلدسپات، تالک، سنگ آهک، سرب و روی می‌باشد.
بیش از چهل گونه از صنایع دستی در استان لرستان رواج دارند که مهم‌ترین آنها عبارتند از: فرش بافی، ورشوسازی، گلیم بافی، قلمزنی روی ورشو، جاجیم بافی، خراطی چوب، نمد مالی، ساخت و قلم زنی مصنوعات ورشویی، سیاه چادر بافی، گیوه دوزی و گیوه بافی

### جاده‌ها

آزادراه خرم‌زال بخشی از آزادراه شماره پنج

## آموزش و پرورش

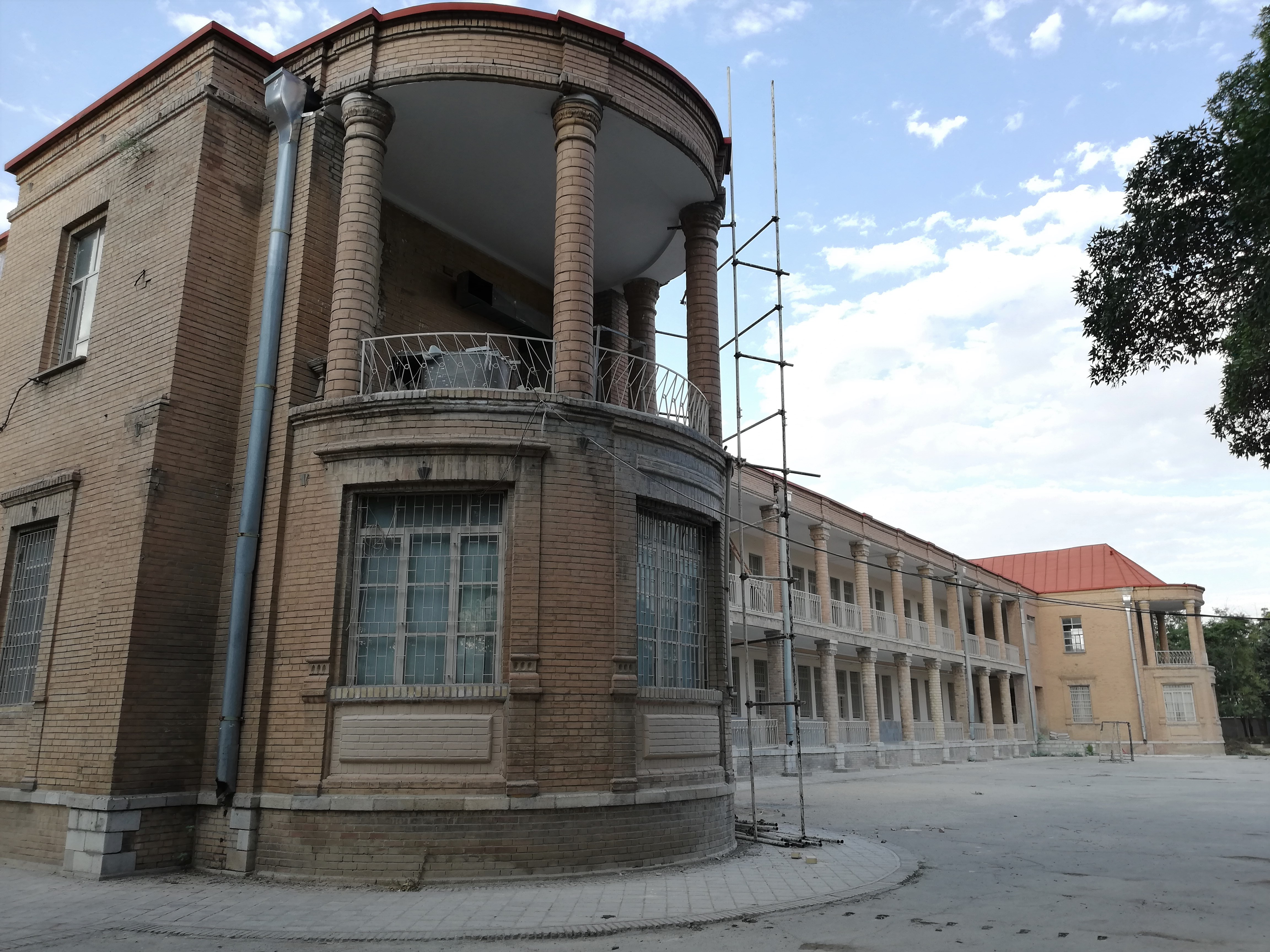
دبیرستان پهلوی، از مدارس اولیه ایران با طراحی اروپایی - ایرانی.

## آموزش عالی

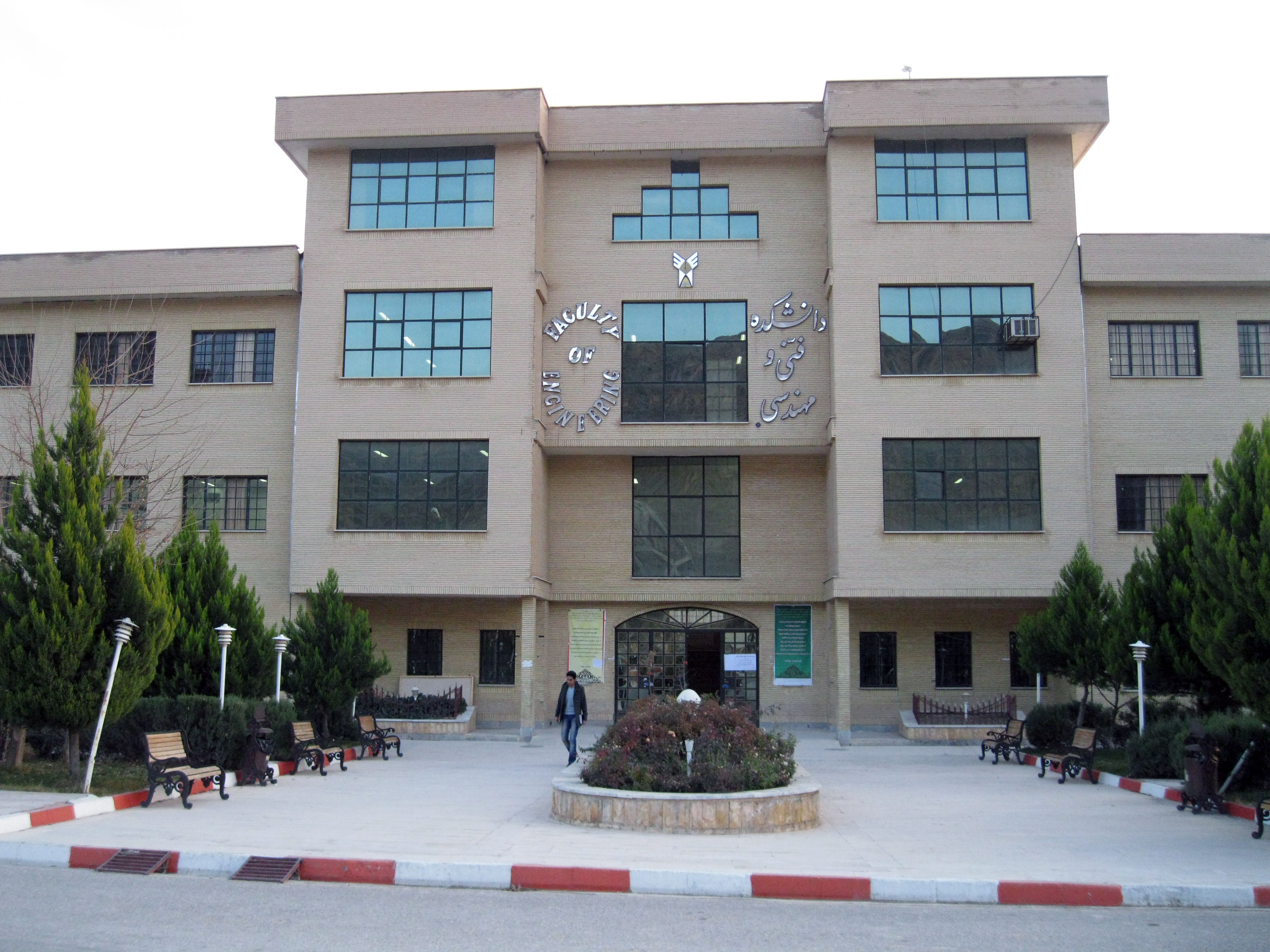
دانشکده فنی و مهندسی، دانشگاه آزاد اسلامی خرم‌آباد

## موسیقی لرستان

شاه‌میرزا مرادی در حال نواختن سرنا